# Carolingi
I Carolingi furono una stirpe di Franchi che regnò in Europa dal 751 al 987. Le origini carolingie furono il risultato dell'unione di due potenti famiglie nobili franche dell'Austrasia: i Pipinidi e gli Arnolfingi. Dal matrimonio tra Begga, figlia di Pipino di Landen, e Ansegiso, figlio di Arnolfo di Metz, nacque Pipino di Herstal, padre di Carlo Martello fondatore del casato carolingio.

## Sintesi genealogica delle origini
|                           |                           |                           |                           |                           |                           |                          |                          | Arnolfingi               | Arnolfingi               | Arnolfingi         | Arnolfingi         | Arnolfingi                  | Arnolfingi                  |                             |                             | Carolingi                   | Carolingi                   | Carolingi        | Carolingi        | Carolingi                    | Carolingi                    |                              |                              | Pipinidi                     | Pipinidi                     | Pipinidi                  | Pipinidi                  | Pipinidi                  | Pipinidi                  |                |                |                    |                    |                    |                    |                    |                    |  |  |  |  |  |  |  |  |  |  |
|                           |                           |                           |                           |                           |                           |                          |                          | Arnolfingi               | Arnolfingi               | Arnolfingi         | Arnolfingi         | Arnolfingi                  | Arnolfingi                  |                             |                             | Carolingi                   | Carolingi                   | Carolingi        | Carolingi        | Carolingi                    | Carolingi                    |                              |                              | Pipinidi                     | Pipinidi                     | Pipinidi                  | Pipinidi                  | Pipinidi                  | Pipinidi                  |                |                |                    |                    |                    |                    |                    |                    |  |  |  |  |  |  |  |  |  |  |
|                           |                           |                           |                           |                           |                           |                          |                          |                          |                          |                    |                    |                             |                             |                             |                             |                             |                             |                  |                  |                              |                              |                              |                              |                              |                              |                           |                           |                           |                           |                |                |                    |                    |                    |                    |                    |                    |  |  |  |  |  |  |  |  |  |  |
| Arnolfo di Metz *582 †641 | Arnolfo di Metz *582 †641 | Arnolfo di Metz *582 †641 | Arnolfo di Metz *582 †641 | Arnolfo di Metz *582 †641 | Arnolfo di Metz *582 †641 |                          |                          | Doda *? †?               | Doda *? †?               | Doda *? †?         | Doda *? †?         | Doda *? †?                  | Doda *? †?                  |                             |                             |                             |                             |                  |                  | Pipino di Landen *? †640/647 | Pipino di Landen *? †640/647 | Pipino di Landen *? †640/647 | Pipino di Landen *? †640/647 | Pipino di Landen *? †640/647 | Pipino di Landen *? †640/647 |                           |                           | Itta *592 †657            | Itta *592 †657            | Itta *592 †657 | Itta *592 †657 | Itta *592 †657     | Itta *592 †657     |                    |                    |                    |                    |  |  |  |  |  |  |  |  |  |  |
| Arnolfo di Metz *582 †641 | Arnolfo di Metz *582 †641 | Arnolfo di Metz *582 †641 | Arnolfo di Metz *582 †641 | Arnolfo di Metz *582 †641 | Arnolfo di Metz *582 †641 |                          |                          | Doda *? †?               | Doda *? †?               | Doda *? †?         | Doda *? †?         | Doda *? †?                  | Doda *? †?                  |                             |                             |                             |                             |                  |                  | Pipino di Landen *? †640/647 | Pipino di Landen *? †640/647 | Pipino di Landen *? †640/647 | Pipino di Landen *? †640/647 | Pipino di Landen *? †640/647 | Pipino di Landen *? †640/647 |                           |                           | Itta *592 †657            | Itta *592 †657            | Itta *592 †657 | Itta *592 †657 | Itta *592 †657     | Itta *592 †657     |                    |                    |                    |                    |  |  |  |  |  |  |  |  |  |  |
|                           |                           |                           |                           |                           |                           |                          |                          |                          |                          |                    |                    |                             |                             |                             |                             |                             |                             |                  |                  |                              |                              |                              |                              |                              |                              |                           |                           |                           |                           |                |                |                    |                    |                    |                    |                    |                    |  |  |  |  |  |  |  |  |  |  |
|                           |                           |                           |                           |                           |                           |                          |                          |                          |                          |                    |                    |                             |                             |                             |                             |                             |                             |                  |                  |                              |                              |                              |                              |                              |                              |                           |                           |                           |                           |                |                |                    |                    |                    |                    |                    |                    |  |  |  |  |  |  |  |  |  |  |
| Clodolfo *~610 †~697      | Clodolfo *~610 †~697      | Clodolfo *~610 †~697      | Clodolfo *~610 †~697      | Clodolfo *~610 †~697      | Clodolfo *~610 †~697      |                          |                          | Ansegiso *612 †685       | Ansegiso *612 †685       | Ansegiso *612 †685 | Ansegiso *612 †685 | Ansegiso *612 †685          | Ansegiso *612 †685          |                             |                             | Begga *~615 †698            | Begga *~615 †698            | Begga *~615 †698 | Begga *~615 †698 | Begga *~615 †698             | Begga *~615 †698             |                              |                              | Grimoaldo I *615 †657/661    | Grimoaldo I *615 †657/661    | Grimoaldo I *615 †657/661 | Grimoaldo I *615 †657/661 | Grimoaldo I *615 †657/661 | Grimoaldo I *615 †657/661 |                |                | Gertrude *626 †664 | Gertrude *626 †664 | Gertrude *626 †664 | Gertrude *626 †664 | Gertrude *626 †664 | Gertrude *626 †664 |  |  |  |  |  |  |  |  |  |  |
| Clodolfo *~610 †~697      | Clodolfo *~610 †~697      | Clodolfo *~610 †~697      | Clodolfo *~610 †~697      | Clodolfo *~610 †~697      | Clodolfo *~610 †~697      |                          |                          | Ansegiso *612 †685       | Ansegiso *612 †685       | Ansegiso *612 †685 | Ansegiso *612 †685 | Ansegiso *612 †685          | Ansegiso *612 †685          |                             |                             | Begga *~615 †698            | Begga *~615 †698            | Begga *~615 †698 | Begga *~615 †698 | Begga *~615 †698             | Begga *~615 †698             |                              |                              | Grimoaldo I *615 †657/661    | Grimoaldo I *615 †657/661    | Grimoaldo I *615 †657/661 | Grimoaldo I *615 †657/661 | Grimoaldo I *615 †657/661 | Grimoaldo I *615 †657/661 |                |                | Gertrude *626 †664 | Gertrude *626 †664 | Gertrude *626 †664 | Gertrude *626 †664 | Gertrude *626 †664 | Gertrude *626 †664 |  |  |  |  |  |  |  |  |  |  |
|                           |                           |                           |                           |                           |                           |                          |                          |                          |                          |                    |                    |                             |                             |                             |                             |                             |                             |                  |                  |                              |                              |                              |                              |                              |                              |                           |                           |                           |                           |                |                |                    |                    |                    |                    |                    |                    |  |  |  |  |  |  |  |  |  |  |
| Martino *? †?             | Martino *? †?             | Martino *? †?             | Martino *? †?             | Martino *? †?             | Martino *? †?             |                          |                          |                          |                          |                    |                    | Pipino di Herstal *635 †714 | Pipino di Herstal *635 †714 | Pipino di Herstal *635 †714 | Pipino di Herstal *635 †714 | Pipino di Herstal *635 †714 | Pipino di Herstal *635 †714 |                  |                  |                              |                              |                              |                              | Childeberto *? †657/662      | Childeberto *? †657/662      | Childeberto *? †657/662   | Childeberto *? †657/662   | Childeberto *? †657/662   | Childeberto *? †657/662   |                |                |                    |                    |                    |                    |                    |                    |  |  |  |  |  |  |  |  |  |  |
| Martino *? †?             | Martino *? †?             | Martino *? †?             | Martino *? †?             | Martino *? †?             | Martino *? †?             |                          |                          |                          |                          |                    |                    | Pipino di Herstal *635 †714 | Pipino di Herstal *635 †714 | Pipino di Herstal *635 †714 | Pipino di Herstal *635 †714 | Pipino di Herstal *635 †714 | Pipino di Herstal *635 †714 |                  |                  |                              |                              |                              |                              | Childeberto *? †657/662      | Childeberto *? †657/662      | Childeberto *? †657/662   | Childeberto *? †657/662   | Childeberto *? †657/662   | Childeberto *? †657/662   |                |                |                    |                    |                    |                    |                    |                    |  |  |  |  |  |  |  |  |  |  |
|                           |                           |                           |                           |                           |                           |                          |                          |                          |                          |                    |                    |                             |                             |                             |                             |                             |                             |                  |                  |                              |                              |                              |                              |                              |                              |                           |                           |                           |                           |                |                |                    |                    |                    |                    |                    |                    |  |  |  |  |  |  |  |  |  |  |
|                           |                           |                           |                           | Carlo Martello *689 †741  | Carlo Martello *689 †741  | Carlo Martello *689 †741 | Carlo Martello *689 †741 | Carlo Martello *689 †741 | Carlo Martello *689 †741 |                    |                    | Drogone *? †708             | Drogone *? †708             | Drogone *? †708             | Drogone *? †708             | Drogone *? †708             | Drogone *? †708             |                  |                  | Grimoaldo II *? †714         | Grimoaldo II *? †714         | Grimoaldo II *? †714         | Grimoaldo II *? †714         | Grimoaldo II *? †714         | Grimoaldo II *? †714         |                           |                           |                           |                           |                |                |                    |                    |                    |                    |                    |                    |  |  |  |  |  |  |  |  |  |  |

## Storia

Espansione cronologica del regno franco dal 481 all'870

### Origini della casata carolingia
Il re merovingio Clotario II riuscì a unificare il regno dei Franchi dopo che questo era stato diviso in almeno quattro regioni secondo la spartizione tra i figli di re Clodoveo I, suo nonno. Clotario (della Neustria) riuscì nell'impresa grazie all'appoggio della nobiltà austrasiana, capeggiata da Pipino di Landen e Arnolfo di Metz. Clotario lasciò ampi poteri alla nobiltà, e sia Arnolfo che Pipino furono figure chiave del suo regno. Nel 629 Arnolfo si ritirò nell'Abbazia di Remiremont (dove più tardi sarebbe morto in odore di santità), mentre il nuovo re Dagoberto I, di cui Arnolfo era già precettore e Pipino influentissimo "maestro di palazzo" in Austrasia fin dal 624, sentendo forse l'oppressione della nobiltà austrasiana, spostò la corte da Metz a Lutezia (Parigi), portando con sé Pipino, che nella nuova capitale aveva meno appoggi ed era più facilmente controllabile. Nel 639 Dagoberto morì lasciando dei figli bambini, e un anno dopo morì anche Pipino.
Il declino merovingio, oltre ad un processo di deterioramento interno del potere (frazionamento del regno, lotte intestine alla dinastia e minorità di molti degli eredi), è certamente da mettere in relazione con la posizione di rilievo assunta da alcune famiglie nobili che potevano competere con il trono a livello economico, di potere e di influenza sociale. I futuri carolingi in particolare, grazie al ruolo di "maestri di palazzo", avevano un controllo smisurato su tutte le attività della nazione franca: quali responsabili della domus del re, cioè del suo patrimonio personale, che coincideva con l'intero regno, essi nominavano i duchi, i conti, negoziavano gli accordi con i paesi vicini, dirigevano l'esercito, estendevano il territorio del regno (particolarmente in Frisia) e avevano potere anche nella scelta degli stessi re. Già prima della metà del VII secolo furono dunque in grado di tentare un colpo di Stato. Nel 631 infatti Grimoaldo, figlio di Pipino di Landen, assumeva la carica di "maestro di palazzo" succedendo al padre e, credendo i tempi maturi per un colpo di mano, tentò di assicurare il trono a suo figlio Childeberto, facendolo adottare dalla famiglia merovingia. Ma la nobiltà reagì duramente e, subito dopo la prematura morte naturale di Childeberto, trucidò intorno al 656 lo stesso Grimoaldo. La linea maschile dei pipinidi si era esaurita, ma la struttura socio-famigliare dell'epoca consentì la continuazione della stirpe attraverso Begga, sorella di Grimoaldo e dunque figlia di Pipino, che sposò Ansegiso, figlio di Arnolfo, vescovo di Metz, e diede alla luce Pipino di Herstal.
Particolarmente rilevante per la ripresa della dinastia pipinide-arnolfingia, poi detta carolingia, fu il matrimonio, circa nel 670, di Pipino di Herstal con una certa Plectrude, erede, in mancanza di fratelli maschi, di una potentissima e ricchissima famiglia che aveva proprietà sparse in gran parte dell'attuale Germania settentrionale. Questa nuova ricchezza e il prestigio della famiglia della moglie consentirono a Pipino di prendere le redini di una fazione di nobili di Austrasia, che si pose in contrasto con i "maestri di palazzo" del vicino regno di Neustria. Dopo la provvidenziale morte, forse violenta, del suo principale avversario, una parte dei nobili di Neustria si alleò con Pipino e gli consentì di assumere quella carica di “maestro di palazzo” di Neustria rimasta vacante. Si trattò, di fatto, dell'inizio dell'ascesa dei Carolingi, che si concretizzò nel 688 con il matrimonio del primogenito di Pipino, Drogone, con la figlia del defunto “maestro di palazzo” di Austrasia, assumendo così il controllo politico di entrambi i regni.Tale controllo era inoltre rafforzato dagli ottimi rapporti instaurati con la Chiesa, che consentirono a Pipino di crearsi dei potenti punti d'appoggio ecclesiastico in varie abbazie “di famiglia” disseminate sui territori di Neustria e Austrasia. Di fatto il suo era ormai un "principato", che si sovrapponeva e si poneva in concorrenza con il potere regio merovingio e che, per il momento, non pose in atto progetti espansionistici nei confronti dei più vicini regni e ducati germanici, come Alemannia e Baviera, e Aquitania, che si dichiaravano fedeli ai re merovingi.
La fragilità di un tale status (che non aveva né una legittimazione né un fondamento giuridico) si rese evidente allorché il “principato” rimase senza eredi: Drogone morì nel 708, e l'altro figlio di Pipino, Grimoaldo, nel 714, pochi mesi prima del padre. La situazione scatenò una lotta per il potere da parte della nobiltà, a cui si oppose con fermezza la vedova di Pipino Plectrude che, in mancanza di altri figli, tentò di assicurare il ruolo di governo ai nipoti. Ma con scarso successo, perché da questo contrasto uscì vittorioso Carlo (poi soprannominato "Martello"), figlio nato da una concubina di Pipino, Alpaïde di Bruyères. Il diritto dei Franchi (almeno fino all'817) non prevedeva l'esclusione dalla successione per i nati fuori dal matrimonio legittimo (e infatti Carlo aveva beneficiato di una parte dell'eredità di Pipino), che però era legata allo ius paternum, cioè la scelta del successore da parte del padre; in questo caso, la mancanza di eredi diretti costituì una valida motivazione alle pretese di Carlo, cui Plectrude non riuscì ad opporsi.

### Carlo Martello e la Battaglia di Poitiers
Man mano che il potere della dinastia merovingia andava diminuendo, durante il periodo detto dei "re fannulloni", i maggiordomi di palazzo pipinidi accrescevano il loro potere, al quale mancava ormai il solo titolo. Una parte rilevante del potere dei "maestri di palazzo" si basava sull'appoggio delle aristocrazie locali, che a loro volta controllavano delle vere signorie vescovili (i vescovi erano spesso rampolli dell'alta nobiltà), riassumendo dunque in sé funzioni spirituali e politiche. Carlo iniziò un'opera di demolizione di questo stato di cose, mantenendo però importanti alleanze soprattutto in campo ecclesiastico, che lo misero al sicuro da eventuali ribellioni di nobili.
Una delle sue prime preoccupazioni fu di rendere inoffensivi i figli del fratellastro Drogone; quindi si preoccupò di riorganizzare il regno dei Franchi in vista di una militarizzazione, ristrutturando la proprietà agraria in maniera da poter disporre di una classe di guerrieri dotati di cavallo, composta inizialmente di gente di bassa levatura sociale alla quale Carlo, in cambio del servizio reso, elargiva benefici, di tipo soprattutto fondiario, tratti dai beni personali ma soprattutto da quelli ecclesiastici o della corona. Era l'inizio del "vassallaggio", che poi si sarebbe sviluppato nel feudalesimo medievale. Ma oltre alle tante alleanze incontrò anche forti resistenze soprattutto ecclesiastiche, avendo espropriato molte terre di diocesi e monasteri, alle quali rispose in maniera dura contro i più ostili oppositori, esautorandoli e sostituendoli con persone di fiducia. Mantenne comunque un atteggiamento prudente nei confronti della Chiesa franca in generale, e cercò un miglior rapporto diretto con il papato, sostenendo per esempio le campagne missionarie verso i Frisoni, gli Alamanni e i Turingi.
Il vero problema dei futuri Carolingi era però la legittimazione del loro potere, che doveva continuamente essere riaffermato con la creazione di nuove potenti alleanze e con l'ampliamento delle proprietà terriere, che significava disponibilità degli uomini che su esse vivevano. E dunque una delle prime spedizioni di Carlo fu indirizzata all'acquisizione (in nome del re, ma di fatto come una sorta di proprietà personale) della Frisia e della Franconia, regioni già sottoposte al dominio dei Franchi, ma governate da nobiltà locali. In Baviera il governo affidato a duchi nominati dai re Merovingi era forte e stabile, oltretutto imparentato con la famiglia reale longobarda, ma i problemi di successione scaturiti tra il 725 e il 728 consentirono a Carlo di approfittare della situazione e attaccare il paese. Il fatto più rilevante di questa azione, ancorché di carattere personale, fu il rapimento ed il successivo matrimonio con Swanachilde, una nobile imparentata con la famiglia degli Agilolfingi, i duchi della Baviera. I problemi scaturiti da questa unione, e in particolare la nascita del figlio Grifone, portarono più tardi, nel 788, alla fine dell'autonomia del ducato di Baviera, ad opera di Carlo Magno.
Altre incursioni militari Carlo effettuò in Sassonia e in Aquitania, paese quest'ultimo peraltro già impegnato a difendersi dai Baschi e dai Mori, che dopo aver conquistato la Spagna visigota, nel 711 avevano ormai raggiunto i confini con i Franchi, contro i quali eseguivano razzie e saccheggi sempre più frequenti, arrivando anche a innestare dei nidi sulla costa mediterranea di Provenza. Nel 721 il duca Oddone I d'Aquitania bloccò un tentativo di ulteriore avanzata dei musulmani, e iniziò una politica di alleanza con uno dei capi Mori.
Fu in questo quadro preoccupante che la nobiltà franca si rese conto di aver bisogno di una guida forte, e, stanca dei Merovingi, si riconobbe con coesione nella forte dinastia dei maggiordomi di palazzo di Pipino di Herstal, che da lui appunto prese il nome di “pipinide”, nella persona di Carlo.
Carlo dunque condusse una campagna in Aquitania contro Oddone, e nell'ottobre 732 si trovò coinvolto in uno scontro con i Mori, che riuscì a respingere a Tours e soprattutto a Poitiers, un evento secondo le tesi storiche più moderne di portata relativamente modesta, ma ingigantito in secoli di storiografia come l'evento cardine del Medioevo che bloccò l'espansione islamica in Europa e legittimò la dinastia carolingia. Lo scontro in sé dovette infatti essere di modeste dimensioni, di durata giornaliera e senza vincitori né vinti, e non fermò le scorrerie saracene nella Gallia-Francia; piuttosto rallentò le incursioni che gli stati arabi indipendenti nella penisola iberica settentrionale (soprattutto Saragozza) effettuavano periodicamente in Aquitania; nel 734 infatti veniva ancora presa Avignone, e contemporaneamente veniva saccheggiata Arles; nel 737 gli arabi arrivarono a saccheggiare la Borgogna, dove prelevarono un'enorme quantità di schiavi da portare in Spagna. L'esaurirsi della spinta araba fu dunque graduale, e probabilmente fu la conclusione di un processo naturale di esaurimento delle forze.
La fama dell'impresa di Carlo era comunque giunta anche a Roma. Tra il 739 e il 740 il papa Gregorio III gli chiese infatti di intervenire contro i Longobardi, ma Carlo, pur accettando i preziosi doni, non aveva nessuna intenzione di inimicarsi chi gli aveva fornito un prezioso aiuto nella sistemazione politica della Borgogna, e lasciò cadere la richiesta. Tra l'altro, già nel 737 il figlio Pipino (avuto da un secondo matrimonio) era stato benevolmente accolto nella famiglia del re longobardo, proprio quando Carlo, avvalendosi delle prerogative del maggiordomo di palazzo, riuscì a far sì che il re merovingio Teodorico IV morisse senza eredi.
Ma la politica di alleanze e di avvicinamento alle potenze esterne toccò il culmine nel matrimonio tra Hiltrude, figlia di Carlo, e il duca Odilone di Baviera, che era stato costretto a fuggire a causa di forti opposizioni interne e si era rifugiato presso la corte del maestro di palazzo; da loro nel 741 nacque Tassilone, e già nel 743 Hiltrude e Pipino governavano la Baviera in qualità di reggenti del nuovo duca.

### Pipino il Breve, primo re

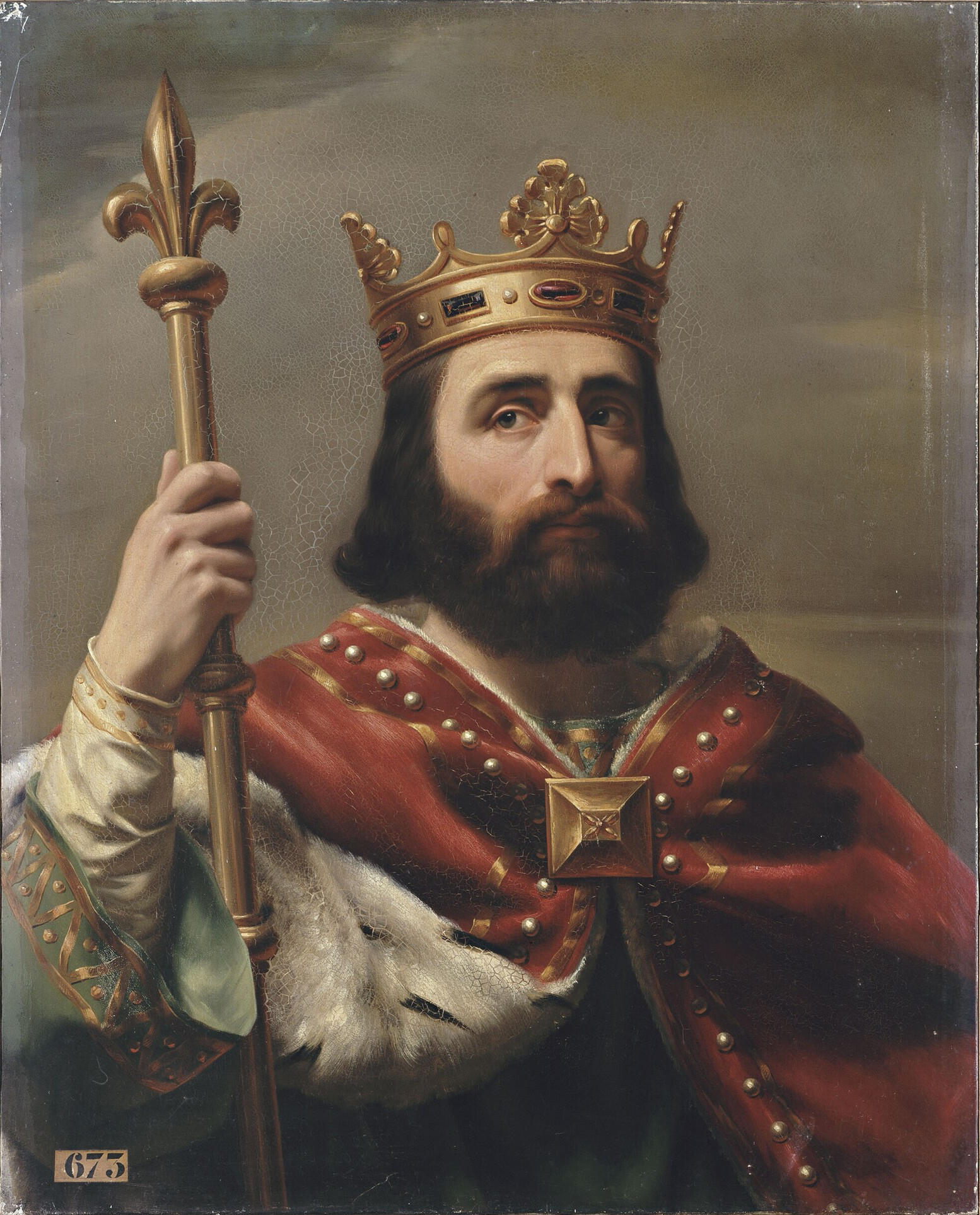
Pipino il Breve

Alla morte di Carlo Martello (741), la “Francia” era priva di re, ma non di maggiordomi di palazzo, coi figli di Carlo Pipino il Breve e il più giovane Carlomanno più forti che mai. Il regno era di fatto diviso tra Carlomanno (che controllava il nord con Austrasia, Alemannia e Turingia) e Pipino (che aveva potestà sul sud con Neustria, Borgogna e Provenza), con la sorella Hiltrude in Baviera e il fratellastro Grifone per ora fuori gioco in quanto probabilmente generato all'interno di un'unione ritenuta non regolare.
Ma tanto potere non conferiva ai fratelli maestri di palazzo quella legittimità necessaria per regnare sul popolo franco, e infatti essi misero sul trono Childerico III, dalla genealogia incerta, eloquentemente soprannominato il re fantasma, essendo solo un fantoccio nelle loro mani.
Nel 747 Carlomanno abbandonò volontariamente il campo e si ritirò nell'Abbazia di Montecassino, lasciando il regno e il figlio a Pipino, così che Pipino stesso si trovò ad essere di fatto l'unico uomo di potere. Ma l'opposizione si faceva sentire con forza, e anzi ne prese le redini proprio quel Grifone, fratellastro di Pipino, che era stato emarginato e che però rivendicava qualche diritto all'eredità del padre Carlo Martello. Unitosi ai nemici Sassoni, nel 748 prese il potere in Baviera, esautorando la sorellastra Hiltrude. La reazione di Pipino arrivò l'anno seguente: invase la Baviera e tolse di mezzo Grifone, che si rifugiò in Aquitania dove, nel 753, venne assassinato mentre cercava alleanze tra i Longobardi.
I tempi erano maturi per tentare la legittimazione del potere, e in questo contesto Pipino si decise, nel 751, a fare il passo fondamentale, inviando a papa Zaccaria degli ambasciatori per saggiarne la disponibilità ad incoronarlo re. Proprio in quegli anni la Chiesa di Roma stava attraversando un momento difficile, segnato, oltre che dal timore della minacciosa espansione dei Longobardi verso Roma, anche dai grossi contrasti teologici e politici con l'Impero d'Oriente, ed era dunque in cerca di alleati forti. Il papa colse dunque al volo l'occasione, che già con Carlo Martello era sfumata, ed oltre a dichiarare che avrebbe dovuto essere re chi veramente deteneva il potere ordinò, sulla base dell'autorità apostolica, di far re Pipino: un atto che non solo interferiva pesantemente nella politica secolare di uno Stato sovrano, ma poneva le basi di una dipendenza del potere monarchico (e poi imperiale) da quello papale.
Appurata la disponibilità del papa ed in ossequio al suo ordine (del quale peraltro non fu in grado di valutare la portata storica), Pipino fece rinchiudere il suo signore Childerico III in un monastero e si proclamò re al suo posto. La fine del regno dei Merovingi fu marcata, secondo la tradizione franca dei "re capelluti", dalla rasatura che venne imposta a Childerico. Pipino divenne così il primo re dei Franchi carolingi.
Fu cruciale per la storia europea l'atto, giuridicamente illegittimo, della legittimazione papale (fino ad allora i re erano stati solo benedetti, mentre lo status giuridico a regnare doveva provenire dall'unico erede dell'Impero romano, il sovrano bizantino), sia che Pipino stesse usurpando un titolo di sovrano "sacrale" verso i popoli Germanici, sia che il papa si stesse arrogando un potere di legittimazione che non aveva fondamento giuridico definito. Ma nella pratica la sacralità della persona e del gesto papale compensò la fine della sacralità della dinastia merovingia. Inoltre, la progressiva decadenza dei possedimenti occidentali del trono di Costantinopoli, unita all'eresia iconoclasta supportata dall'Imperatore orientale Leone III, causava un vuoto di potere che il papa aveva già manifestato di voler colmare.
Nacque in quella circostanza anche la cerimonia dell'unzione regale con uno speciale olio benedetto, un atto estraneo al mondo germanico o romano, che si rifaceva direttamente all'unzione dei Re d'Israele di tradizione biblica. La nuova sacralità arrogata dai Carolingi era dunque "più alta" della tradizionale sacralità con risvolti pagani arrogata dai Merovingi.
Sentendosi sempre più minacciato dai Longobardi, il nuovo papa Stefano II compì per la prima volta un gesto che, oltretutto, servì a rinsaldare e rendere evidente il legame tra il nuovo re dei Franchi e la Chiesa di Roma: all'inizio del 754 si recò nel regno di Pipino il Breve per chiedergli sostegno e protezione. Pipino non poteva rifiutarsi, ma l'opposizione al cambiamento della linea politica fu fortissima; addirittura arrivò dal ritiro nell'Abbazia di Montecassino suo fratello Carlomanno (probabilmente su pressione del re longobardo), che tentò di mettersi alla testa dell'opposizione, ma il papa lo relegò in un monastero franco e Pipino, per non correre ulteriori rischi, costrinse i figli di Carlomanno a prendere i voti, rendendoli in tal modo inoffensivi. Ma le dure resistenze non si placarono, e il re fu costretto lui, questa volta, a chiedere aiuto al papa. In realtà temeva per la successione al trono, ed aveva bisogno di un alleato che, un domani, legittimasse il diritto dei suoi figli. Il giorno di Pasqua del 754 il re si impegnava per scritto a “restituire” alla Chiesa l'Esarcato (la regione tra Ravenna e Ancona, che nel 751 i Longobardi avevano tolto ai Bizantini), mentre il papa nominava Pipino e i suoi figli patrizi romani (cioè protettori di Roma), conferiva alla moglie di Pipino Bertrada di Laon il titolo di regina ed emanava il divieto per i Franchi di nominare un re che non fosse discendente di Pipino e Bertrada: una nuova pesante interferenza della Chiesa nell'autonomia politica di uno stato sovrano.
Nell'estate di quello stesso anno 754 Pipino inaugurò la nuova politica di ostilità nei confronti dei Longobardi ed inviò i suoi eserciti in Italia. Re Astolfo accettò di pagare un tributo e cedette i territori dell'Esarcato, che vennero subito girati al papa. Fu poi necessario un secondo intervento militare nel 757 contro il nuovo re Desiderio per risolvere la questione dell'Italia centrale, anche se il problema si trascinò ancora per quasi un ventennio.
Uno dei perni principali su cui era basata la politica interna riguardava il rafforzamento del potere nobiliare ecclesiastico e gli attenti rapporti con la Chiesa. Furono tra l'altro scrupolosamente adottati alcuni decreti papali che riguardavano la famiglia e il matrimonio e che di fatto erano volti ad impedire eccessive concentrazioni di proprietà terriere nelle mani di poche famiglie laiche, mentre veniva favorito l'arricchimento delle istituzioni ecclesiastiche grazie a cospicue donazioni.
Pipino morì il 23 settembre 768, non prima di aver designato eredi e successori, con l'approvazione della nobiltà che contava e dei vescovi, entrambi i figli ancora in vita, Carlo e Carlomanno.

### Carlo Magno e l'Impero Carolingio
Carlo Magno, prima re dei Franchi e poi imperatore incoronato dal papa nella Basilica di San Pietro nella notte di Natale dell'800, fu senza alcun dubbio il sovrano che segnò maggiormente l'epoca carolingia, per la longevità del suo regno, ma anche per il suo carisma, per le sue riforme nel campo dell'educazione, dell'economia e della restaurazione dello Stato, e per le sue conquiste militari, che gli consentirono di unificare quasi tutto quello che restava del mondo civilizzato accanto ai grandi imperi arabo e bizantino ed ai possedimenti della Chiesa, con l'esclusione delle isole britanniche, dell'Italia meridionale e di pochi altri territori.
A livello centrale l'istituzione fondamentale dello Stato era il sovrano stesso, ed il governo era costituito dal palatium, denominazione che designava il complesso dei collaboratori alle sue dipendenze, che seguivano il re in tutti gli spostamenti: organo puramente consultivo, era costituito da rappresentanti laici ed ecclesiastici, uomini di fiducia a contatto quotidiano con il sovrano, che lo aiutavano nell'amministrazione centrale.
L'Impero era suddiviso in circa 200 province, e in un numero sensibilmente minore di diocesi, ciascuna delle quali poteva comprendere più province, affidate a vescovi e abati, insediati ovunque. Ogni provincia era governata da un conte, vero e proprio funzionario pubblico delegato dell'Imperatore, mentre nelle diocesi erano i vescovi e gli abati ad esercitare il potere. Le aree di frontiera del regno franco ai confini dell'Impero, che potevano comprendere al loro interno più province, erano designate col nome di “marche”, che gli autori più eruditi chiamavano con la denominazione classica di limes.
Gerarchicamente subito sotto i conti erano i vassalli (o vassi dominici), notabili e funzionari addetti a diversi uffici, reclutati generalmente tra i fedeli del re che prestavano servizio a palazzo. Tra questi funzionari venivano scelti i missi regi: si trattava di vassalli (inizialmente di basso rango), da inviare nelle varie province e diocesi come “organo esecutivo” del potere centrale, o per particolari missioni ispettive e di controllo. Furono presto sostituiti da personaggi di più alto rango (nobili, abati e vescovi) che teoricamente avrebbero dovuto essere meno esposti a rischi di corruzione (ma i fatti spesso smentirono la teoria e le intenzioni). Insieme ai missi si istituirono i missatica, circoscrizioni loro assegnate che costituivano un potere intermedio tra quello centrale e quelli locali.
Fin dai primi tempi del suo regno Carlo si era posto l'obiettivo di trasformare una società semibarbara come quella dei Franchi in una comunità regolata dal diritto e dalle regole della fede, coniugando l'applicazione della legge attraverso il bando germanico con la concezione romana del diritto, e rinnovando l'importanza degli atti scritti emessi dalla cancelleria del Palazzo: i capitolari, tramite i quali le norme legislative venivano trasmesse nelle varie province affinché fossero rese pubbliche ed applicate.
Ad un livello più ideologico che politico si deve ai letterati cristiani la nascita di una concezione dello Stato che in parte era riconducibile all'impero romano, anche se per legittimare la monarchia poggiava su una concezione profondamente cristiana. Il potere assoluto di Carlo non aveva alcun carattere dispotico, ma si configurava piuttosto come il risultato di una mediazione tra cielo e terra, in cui il sovrano utilizzava la personale ed esclusiva interlocuzione con Dio (si considerava l'"unto del Signore") per ammonire e guidare il suo popolo. Si trattava però di un potere che non doveva rendere conto solo a Dio, ma anche agli uomini, e che aveva bisogno di entrambe le legittimazioni; questo giustificava le annuali assemblee generali degli uomini liberi, nelle quali Carlo otteneva l'approvazione delle disposizioni che, su “ispirazione divina”, aveva maturato e predisposto.
Dal punto di vista culturale, l'epoca di Carlo Magno e dei suoi immediati successori è conosciuta come “rinascita carolingia", espressione con cui si intende la fioritura che si ebbe durante quel periodo in ambito politico, culturale e soprattutto educativo. Carlo dette impulso ad una vera e propria riforma culturale in più discipline: in architettura, nelle arti filosofiche, nella letteratura, nella poesia. Personalmente era un illetterato, e non ebbe mai una vera e propria educazione scolastica, ma comprendeva a fondo l'importanza della cultura nel governo dell'impero. La Rinascita carolingia ebbe una natura essenzialmente religiosa, ma le riforme promosse da Carlo Magno assunsero una portata culturale. La riforma della Chiesa, in particolare, si proponeva di elevare il livello morale e la preparazione culturale del personale ecclesiastico operante nel regno. Con la collaborazione degli intellettuali provenienti da ogni parte dell'impero (l'“Accademia Palatina”), Carlo pretese di fissare i testi sacri con un'opera di emendazione e correzione della Bibbia e standardizzare la liturgia, imponendo gli usi liturgici romani, nonché di perseguire uno stile di scrittura che riprendesse la fluidità e l'esattezza lessicale e grammaticale del latino classico. L'insegnamento classico, particolarmente quello del latino, venne dunque rivalorizzato, dopo essere stato snaturato e trascurato alla fine del regno dei Merovingi. Tuttavia, la lingua latina era ormai quasi esclusivamente la lingua del clero, ed infatti si prescrisse a preti e monaci di dedicarsi allo studio del latino, e fu ordinato ai sacerdoti di istruire ragazzi di nascita sia libera sia servile, ed in ogni angolo del regno (e poi dell'Impero) sorsero delle scuole vicino alle chiese ed alle abbazie. Ma negli ambienti civili e militari erano preferiti il francone, il "romanico" e il "teutonico", questi ultimi due antenati rispettivamente del francese e del tedesco.
Neanche la grafia venne risparmiata, e fu unificata, entrando in uso corrente la “minuscola carolina”, derivata dalle scritture corsive e semicorsive, e venne inventato un sistema di segni di punteggiatura per indicare le pause (e collegare il testo scritto alla sua lettura ad alta voce).
Dei numerosissimi figli (almeno 20) avuti dalle 5 mogli ufficiali (oltre ad un numero imprecisato di concubine), solo i primi tre maschi ebbero, con Carlo ancora in vita, funzioni di governo e giurisdizione su regioni dell'impero: a Carlomanno, a cui fu poi cambiato il nome in Pipino, venne assegnata l'Italia, dopo che fu strappata ai Longobardi di re Desiderio; Ludovico ebbe il governo dell'Aquitania e, in generale, della metà meridionale della Francia e del nord della penisola iberica; Carlo il Giovane affiancò invece il padre nel governo dell'impero e nelle varie spedizioni militari. Dei tre eredi ai quali Carlo aveva previsto di lasciare l'impero, suddiviso in parti uguali, solo Ludovico sopravvisse al padre, che morì nel suo palazzo di Aquisgrana il 28 gennaio dell'814.

### Problemi sotto Ludovico il Pio
Ludovico il Pio non aveva un carattere deciso e battagliero, come suo padre. Forse fu anche per quello che dai suoi sudditi era visto più come uomo che come imperatore: di questo spesso si approfittò l'aristocrazia franca che in più occasioni ignorò la sua autorità. Devoto e interessato alla vita spirituale (da cui l'appellativo noto fin dall'epoca medievale), seppe anche essere spietato, eliminando dalla scena tutti i pretendenti alla corona ovvero figli illegittimi, cugini ed altri parenti.
Ludovico aveva ormai quarant'anni quando morì la sua prima moglie, Irmingarda, e stava per lasciare il regno in mano ai tre figli legittimi, avuti dalla defunta moglie: Lotario, Pipino e Ludovico. Gli fu consigliato di risposarsi con la giovane Giuditta, che dopo il matrimonio si rivelò astuta e abilissima in affari politici. Fu proprio lei a dare alla luce il quarto figlio di Ludovico, che chiamò Carlo in onore del nonno. Giuditta fece molto per lui, riuscì persino a metterlo nella stessa posizione dei fratellastri, scatenando una guerra civile tra i fratelli, che con alterne vicende, durò fino al trattato di Verdun dell'843.

### La spartizione dell'impero
Dopo la morte di Ludovico il Pio, il trattato di Verdun divise il regno tra i suoi figli in tre regioni, formate da fasce che andavano da nord a sud:
- Lotario I ereditò il titolo imperiale e la parte centrale del regno (Italia, Provenza e la Lotaringia, che comprende i territori tra la Schelda e il Reno); il suo regno comprendeva inoltre la capitale politica (Aquisgrana) e religiosa (Roma). Tuttavia, il titolo imperiale perse la sua importanza: dopo il trattato di Verdun, Lotario conservò la dignità imperiale, ma in pratica non fu che un titolo pro forma, che non corrispondeva più ad alcun potere che fosse superiore a quello degli altri re. Bisognò quindi attendere il 962 affinché il titolo d'imperatore rinascesse in occidente: Ottone il Grande, della dinastia sassone in Germania, venne incoronato dal papa Giovanni XII a Roma, e nacque la denominazione di Sacro Romano Impero;
- Ludovico II il Germanico ricevette la parte orientale (il regno dei Franchi Orientali, che fece parte del futuro Sacro Romano Impero): qui vi fondò una dinastia che regnò sull'equivalente dell'attuale Germania fino al 911.
- Carlo il Calvo ottenne per sé la terza parte occidentale dell'impero (il regno dei Franchi Occidentali), a ovest della Schelda, della Mosa, della Saona e del Rodano, dove rimase la dinastia carolingia fino all'arrivo dei Capetingi nel 987.

### L'indebolimento della dinastia carolingia

#### La scomparsa della Lotaringia
Lotario fu il primo dei tre fratelli a morire, lasciando l'impero alla mercé degli altri due. Finalmente, dopo parecchie peripezie, la Lotaringia venne annessa nel 925 al regno dei Franchi Orientali, e la Schelda segnò il confine tra regno dei Franchi Orientali e Occidentali. Inoltre, il re dei Franchi Orientali riottenne, nella stessa occasione, il titolo d'imperatore.

#### Invasioni dal nord
Il primo attacco dei Normanni (o impropriamente noti anche come Vichinghi) toccò nel 793 le coste britanniche; quindi, la pressione dei Vichinghi si accentuò: essi risalirono i fiumi a bordo delle loro imbarcazioni a fondo piatto, impropriamente dette drakkar, e saccheggiarono i tesori delle abbazie prima di tornare in Scandinavia; tuttavia, alcuni dei loro insediamenti costieri durarono nel tempo. Nell'841, attaccarono l'abbazia di Jumièges e la città di Rouen; i monaci dovettero fuggire dai pericoli delle razzie, portando con loro le reliquie dei loro santi. Alla fine del IX secolo, delle vere e proprie armate normanne portarono devastazione fino al cuore del regno occidentale.
I re carolingi sembravano impotenti: Carlo il Calvo cercò di costruire delle fortificazioni aggiuntive e chiese ai capi dell'aristocrazia di difendere le regioni minacciate. Roberto il Forte venne messo dal re alla testa di una marca occidentale: morì combattendo contro i normanni nell'866. Il conte Oddone difese Parigi contro un attacco venuto dalla Senna nell'885. Questi nobili acquistarono un immenso prestigio grazie alla lotta contro l'invasore scandinavo, prestigio che partecipò d'altro canto all'indebolimento del potere reale: le vittorie militari erano ormai attribuite ai marchesi e ai conti.
L'incapacità dei Carolingi di risolvere il problema normanno era manifesta: nel 911, con il trattato di Saint-Clair-sur-Epte, il re carolingio Carlo il Semplice cedette la Bassa Senna (futura Normandia) al capo normanno Rollone, e si rimise a lui per difendere l'estuario e il fiume, in aiuto di Parigi. Questa decisione fu alla base della creazione del ducato di Normandia. I Carolingi erano quindi costretti a cedere territori e a pagare tributi ai popoli scandinavi, per contrastare i loro danni, mentre erano inoltre impegnati in questioni familiari. Questo clima d'insicurezza accelerò la disgregazione del potere carolingio.

#### Nuove minacce ad Est
Ad est si profilò una nuova minaccia con l'arrivo dei Magiari nella scena europea.
Questo popolo delle steppe occupò la Pannonia, lasciata libera dopo la distruzione degli Avari sotto il regno di Carlo Magno all'inizio del IX secolo. Fecero le loro prime incursioni ai margini dell'impero, come in Moravia nell'894, poi all'interno di esso, come in Italia nell'899. Nel 907, il regno slavo della Grande Moravia cedette a causa dei nuovi invasori.

#### Regni troppo corti
A partire dalla fine del IX secolo, i re carolingi regnarono troppo poco tempo per essere efficaci:
- Luigi II il Balbo restò re dei Franchi per soli due anni (877-879);
- Carlo il Grosso fu re per 3 anni (879-882);
- l'ultimo re carolingio, Luigi V morì in un incidente di caccia dopo solo un anno di regno (986-987).

Quindi gli ultimi re carolingi non riuscirono ad imporre alcuna politica a lungo termine.

### L'ascesa dell'aristocrazia
Dalla fine del IX secolo, alcuni aristocratici (duchi e conti) che non facevano direttamente parte della famiglia dei Carolingi accedettero al potere: nell'888, dopo la morte di Carlo il Grosso, Berengario I, discendente dai Carolingi per linea femminile, gli succede sul trono d'Italia.
Nel X secolo, alcune dinastie che si imposero dappertutto nel territorio carolingio non discendevano più da quella carolingia. Nel 911, il duca Corrado I di Franconia, la cui moglie discendeva per linee femminili dai Carolingi, fu eletto re della Germania. In Francia, i Robertingi, ascendenti dei Capetingi e discendenti per linea femminile dei Carolingi, formano una stirpe potente, scelta per regnare nell'888-898 nella persona di Oddone.
I principali poteri pubblici nell'Impero erano:
- I regna esistevano già ai tempi dei Merovingi e si prolungarono fino sotto i Carolingi. Un regnum poteva essere affidato ad un figlio di un re, senza per questo diventare indipendente: questo fu il caso, in epoche diverse, dell'Aquitania, la Provenza, la Borgogna, la Sassonia, la Turingia e la Baviera.
- I conti: questa parola deriva dal latino comes, che significa compagno (del re); i conti esistevano già nell'epoca merovingia: il re dava loro alcune terre, dei regali o una carica per ricompensarli dei loro servizi; ma i conti assunsero la loro massima importanza sotto i Carolingi: funzionari, venivano designati e revocati dal re che li reclutava nell'aristocrazia; garantivano l'ordine pubblico presiedendo il tribunale, riscuotevano le tasse ed organizzavano le truppe in un pagus, circoscrizione territoriale, la quale era sotto la loro responsabilità. Nel corso del IX secolo, i conti diventarono via via più autonomi nei confronti del re.
- I duchi: la parola ha un'etimologia latina che significa "conduttore dell'esercito". Il duca era una sorta di conte che raccoglieva più pagi per lottare contro le invasioni scandinave. I Robertingi ottennero nel X secolo il titolo di "duchi dei Franchi" (dux Francorum). Questi personaggi furono i più potenti tra i "principi territoriali" come i duchi di Aquitania, di Borgogna e di Normandia.
- Il marchese, in latino marchio, è un conte che custodiva una regione di confine chiamata marca e la difendeva in caso d'attacco.

Alla fine del IX secolo, come conseguenza del capitolare di Quierzy (877) queste cariche di conte, duca e marchese diventarono ereditarie: i re carolingi non potevano più destituirli, quindi il loro controllo s'indebolì. Si assistette allora alla costituzione di dinastie locali di conti, duchi e vassalli del re. Il vassallaggio, che era stato ben controllato sotto Carlo Magno e serviva per i suoi interessi politici, si ritorce contro l'autorità dei suoi successori. L'aristocrazia laica ed ecclesiastica fu quindi in posizione predominante a metà del Medioevo, in Francia e in Germania.
I conti erano fisicamente più vicini al popolo dei Carolingi. L'autorità del re sembra lontana ai contadini. La maggior parte degli uomini liberi del regno viveva a contatto diretto del conte e del suo delegato: essi li potevano sentire, per esempio, durante le sedute del tribunale. La loro autorità era quindi più immediata di quella del re. Si instaurò per questo un rapporto stretto e personale: i contadini si mettevano sotto la protezione dei nobili ed entravano alle loro dipendenze.
Nel X secolo, i segni dell'autonomia dei principi si moltiplicarono: i conti e i duchi si attribuirono le funzioni pubbliche e i diritti fino ad allora riservati al re. Costruirono torri e forti, e in seguito veri e propri castelli in pietra, senza autorizzazione. Dopo la fine delle invasioni scandinave, il castello dominava un territorio che era caduto sotto le mani di un signore. Inoltre essi coniavano proprie monete con la loro effigie e il loro nome, e prendevano sotto la loro protezione il clero, controllando le investiture episcopali.
In tutto, alla fine del X secolo, l'autorità centrale carolingia sparì, a tutto vantaggio degli aristocratici, in particolare dei prìncipi territoriali; fu la fine della dinastia carolingia e il trionfo delle stirpi aristocratiche.
L'ultimo discendente di linea maschile fu Oddone di Vermandois, figlio di Erberto IV di Vermandois, morto intorno al 1085. Per linea femminile vi discendono invece i Capetingi in primo luogo, poiché la nonna materna di Ugo Capeto, Beatrice di Vermandois, era figlia di Erberto I di Vermandois, e tramite loro tutti gli attuali regnanti europei.

### L'ascesa degli Unrochidi in Italia (875-925)
L'esempio dell'ascesa degli Unrochidi in Italia illustra pienamente il modo in cui avvenne il trasferimento del potere dei Carolingi ai "Grandi" dell'aristocrazia imperiale e, poi, la frantumazione che conobbe il potere regale nelle mani di questi ultimi.
Sotto il regno del carolingio Ludovico II il Giovane (850-875), titolare della dignità imperiale, in Italia, il potere reale potrebbe sembrare per un certo periodo rafforzato. Ma egli morì senza eredi e la dominazione finì di fatto nelle mani della dinastia bavarese dei Widonidi, l'esponente della quale deteneva la carica di duca di Spoleto, ed in quelle della dinastia degli Unrochidi, il cui esponente è marchese del Friuli.
I membri di questa famiglia erano dei Franchi: Evrardo, loro progenitore, aveva ricevuto la marca del Friuli fin dalla sua costituzione ad opera di Lotario I (837), mentre essi sono uniti alla stirpe carolingia tramite l'imparentamento con una figlia di Ludovico il Pio. Nell'875 gli Unrochidi consideravano ancora il nord della Francia (la regione di Lilla) come uno dei centri del proprio potere. Se, almeno all'inizio, essi non avevano mai avuto la pretesa di conquistare il potere reale, la vacanza di tale potestà in Italia e le difficili circostanze della fine del X secolo portarono uno di essi (Berengario del Friuli) prima sul trono d'Italia e poi su quello imperiale.
Berengario, unico erede maschio della propria casata nell'874, infatti, sostenne in un primo momento le pretese del carolingio al trono d'Italia. Gli eredi possibili, allora, sarebbero stati Carlomanno, figlio di Ludovico II il Germanico, e suo fratello, Carlo il Grosso. Alla morte del secondo, tuttavia, non c'era più nessun carolingio che fosse in grado di affermare la propria autorità in Italia.
I rivali tradizionali degli Unrochidi nella penisola, cioè i Widonidi di Spoleto, che avevano alcuni possedimenti vicino a Nantes, apparivano allora come dei candidati potenziali al trono dei Franchi Occidentali. Perciò, Berengario accedette personalmente al trono dell'Italia nell'887: per contrastare le ambizioni dei Widonidi, mise così fine, in pratica, all'idea dell'unità carolingia.
Tuttavia, in questo momento esso non disponeva di un appoggio che andasse oltre l'ambito regionale ed era ancora contestato, in particolare a causa dell'influenza che i Widonidi prendono sul papato (durante la cosiddetta pornocrazia). Fino alla morte del suo rivale, il duca Lamberto II di Spoleto, nell'898, non controllava ancora tutto il territorio italiano ed in più era obbligato a contrastare la minaccia ungara.
All'epoca dell'invasione del regno d'Italia nell'899, dovette quindi venire a patti con gli ambiti militari carolingi, cioè dovette riunire l'armata: gli italiani subirono una sanguinosa sconfitta. A seguito di questo evento, la strategia di Berengario cambiò: accettò da questo momento in avanti numerosi compromessi con i poteri locali: vennero costruite delle mura e alcune zone sfuggirono al controllo reale; l'autorità pubblica venne conferita, senza alcuna contropartita, a vescovi, ecc. Il risultato di questa nuova politica fu uno sbriciolamento cospicuo ed irreversibile dell'autorità del re nella penisola.
Facendo appello a mercenari ungari contro gli italiani che si ribellano contro la sua autorità, Berengario ottenne finalmente la dignità imperiale, cui egli ambiva, nel 915, ma nelle sue mani essa non fu che un'ombra superata.

## Arte
La rinascita europea promossa dai Carolingi influenzò anche la sfera artistica, determinando il recupero del linguaggio classico. Nelle grandi chiese abbaziali (Saint-Denis, Corvey, Reichenau, Castel San Vincenzo), si affermò una nuova tipologia basilicale a tre navate con abside, cripta e facciata tra torri (Westwerk), mentre nella Cappella Palatina di Aquisgrana si usò la pianta centrale di derivazione bizantina.

## Genealogia

### Linee di successione dinastica
|                     |                     |              |                 |                 |                       |                            |                            |                            |                            |                                 |                                 |                                |                                |                       |                       |                       |                        |                        |                       |                         |                            |                            |                     |                           |                           |                            |                            |                           |                           |                        |                         |                         |                          |                          |                         |                             |                             |                      |                      |                          |                          |                           |                           |                          |                          |                 |                   |                   |                   |                   |                 |                 |
|                     |                     |              |                 |                 |                       |                            |                            |                            |                            |                                 |                                 |                                |                                |                       |                       |                       | Arnolfo *~582 †~641    |                        |                       |                         |                            |                            |                     |                           |                           |                            |                            |                           |                           |                        |                         |                         |                          |                          |                         |                             |                             |                      |                      |                          |                          |                           |                           |                          |                          |                 |                   |                   |                   |                   |                 |                 |
|                     |                     |              |                 |                 |                       |                            |                            |                            |                            |                                 |                                 |                                |                                |                       |                       |                       |                        |                        |                       |                         |                            |                            |                     |                           |                           |                            |                            |                           |                           |                        |                         |                         |                          |                          |                         |                             |                             |                      |                      |                          |                          |                           |                           |                          |                          |                 |                   |                   |                   |                   |                 |                 |
|                     |                     |              |                 |                 |                       |                            |                            |                            |                            |                                 |                                 |                                |                                |                       |                       |                       |                        |                        |                       |                         |                            |                            |                     |                           |                           |                            |                            |                           |                           |                        |                         |                         |                          |                          |                         |                             |                             |                      |                      |                          |                          |                           |                           |                          |                          |                 |                   |                   |                   |                   |                 |                 |
|                     |                     |              |                 |                 |                       |                            |                            |                            |                            |                                 |                                 |                                |                                |                       |                       | Clodolfo *~610 †~697  | Clodolfo *~610 †~697   | Ansegiso *? †694       | Ansegiso *? †694      |                         |                            |                            |                     |                           |                           |                            |                            |                           |                           |                        |                         |                         |                          |                          |                         |                             |                             |                      |                      |                          |                          |                           |                           |                          |                          |                 |                   |                   |                   |                   |                 |                 |
|                     |                     |              |                 |                 |                       |                            |                            |                            |                            |                                 |                                 |                                |                                |                       |                       |                       |                        |                        |                       |                         |                            |                            |                     |                           |                           |                            |                            |                           |                           |                        |                         |                         |                          |                          |                         |                             |                             |                      |                      |                          |                          |                           |                           |                          |                          |                 |                   |                   |                   |                   |                 |                 |
|                     |                     |              |                 |                 |                       |                            |                            |                            |                            |                                 |                                 |                                |                                |                       |                       |                       |                        |                        |                       |                         |                            |                            |                     |                           |                           |                            |                            |                           |                           |                        |                         |                         |                          |                          |                         |                             |                             |                      |                      |                          |                          |                           |                           |                          |                          |                 |                   |                   |                   |                   |                 |                 |
|                     |                     |              |                 |                 |                       |                            |                            |                            |                            |                                 |                                 |                                |                                |                       |                       | Martino *? †?         | Martino *? †?          | Pipino II *635 †714    | Pipino II *635 †714   |                         |                            |                            |                     |                           |                           |                            |                            |                           |                           |                        |                         |                         |                          |                          |                         |                             |                             |                      |                      |                          |                          |                           |                           |                          |                          |                 |                   |                   |                   |                   |                 |                 |
|                     |                     |              |                 |                 |                       |                            |                            |                            |                            |                                 |                                 |                                |                                |                       |                       |                       |                        |                        |                       |                         |                            |                            |                     |                           |                           |                            |                            |                           |                           |                        |                         |                         |                          |                          |                         |                             |                             |                      |                      |                          |                          |                           |                           |                          |                          |                 |                   |                   |                   |                   |                 |                 |
|                     |                     |              |                 |                 |                       |                            |                            |                            |                            |                                 |                                 |                                |                                |                       |                       |                       |                        |                        |                       |                         |                            |                            |                     |                           |                           |                            |                            |                           |                           |                        |                         |                         |                          |                          |                         |                             |                             |                      |                      |                          |                          |                           |                           |                          |                          |                 |                   |                   |                   |                   |                 |                 |
|                     |                     |              | Drogone *? †708 | Drogone *? †708 |                       |                            |                            |                            |                            |                                 |                                 |                                |                                | Grimoaldo II *? †714  | Grimoaldo II *? †714  |                       |                        |                        |                       |                         |                            |                            |                     |                           |                           |                            |                            |                           |                           |                        |                         |                         | Carlo Martello *689 †741 | Carlo Martello *689 †741 |                         |                             |                             |                      |                      |                          |                          |                           |                           |                          |                          |                 |                   |                   |                   |                   |                 |                 |
|                     |                     |              |                 |                 |                       |                            |                            |                            |                            |                                 |                                 |                                |                                |                       |                       |                       |                        |                        |                       |                         |                            |                            |                     |                           |                           |                            |                            |                           |                           |                        |                         |                         |                          |                          |                         |                             |                             |                      |                      |                          |                          |                           |                           |                          |                          |                 |                   |                   |                   |                   |                 |                 |
|                     |                     |              |                 |                 |                       |                            |                            |                            |                            |                                 |                                 |                                |                                |                       |                       |                       |                        |                        |                       |                         |                            |                            |                     |                           |                           |                            |                            |                           |                           |                        |                         |                         |                          |                          |                         |                             |                             |                      |                      |                          |                          |                           |                           |                          |                          |                 |                   |                   |                   |                   |                 |                 |
| Arnolfo *~690 †~723 | Arnolfo *~690 †~723 | Ugo *? †~723 | Ugo *? †~723    | Pipino *? †~723 | Pipino *? †~723       | Goffredo *? †~723          | Goffredo *? †~723          |                            |                            |                                 |                                 |                                |                                | Teodoaldo *~708 †~741 | Teodoaldo *~708 †~741 | Carlomanno *~707 †755 | Carlomanno *~707 †755  |                        |                       |                         |                            |                            |                     |                           |                           |                            |                            | Pipino il Breve *714 †768 | Pipino il Breve *714 †768 |                        |                         |                         |                          |                          |                         |                             |                             |                      |                      |                          |                          | Bernardo *725 †787        | Bernardo *725 †787        |                          |                          |                 | Grifone *726 †753 | Grifone *726 †753 | Geronimo *? †~775 | Geronimo *? †~775 | Remigio *? †771 | Remigio *? †771 |
|                     |                     |              |                 |                 |                       |                            |                            |                            |                            |                                 |                                 |                                |                                |                       |                       |                       |                        |                        |                       |                         |                            |                            |                     |                           |                           |                            |                            |                           |                           |                        |                         |                         |                          |                          |                         |                             |                             |                      |                      |                          |                          |                           |                           |                          |                          |                 |                   |                   |                   |                   |                 |                 |
|                     |                     |              |                 |                 |                       |                            |                            |                            |                            |                                 |                                 |                                |                                |                       |                       |                       |                        |                        |                       |                         |                            |                            |                     |                           |                           |                            |                            |                           |                           |                        |                         |                         |                          |                          |                         |                             |                             |                      |                      |                          |                          |                           |                           |                          |                          |                 |                   |                   |                   |                   |                 |                 |
|                     |                     |              |                 |                 |                       |                            |                            |                            |                            |                                 |                                 |                                |                                |                       | Dragone *? †~747      | Dragone *? †~747      | Bernardo *? †~784      | Bernardo *? †~784      | Carlo Magno *742 †814 | Carlo Magno *742 †814   |                            |                            |                     |                           |                           |                            |                            |                           |                           |                        |                         |                         |                          |                          |                         | Carlomanno I *751 †771      | Carlomanno I *751 †771      | Pipino *~758 †761    | Pipino *~758 †761    | Adelardo *752 †826       | Adelardo *752 †826       | Wala *772 †836            | Wala *772 †836            | Bernardo *776 † post 821 | Bernardo *776 † post 821 | Grifone *? †?   | Grifone *? †?     | Carlo *? †?       | Carlo *? †?       |                   |                 |                 |
|                     |                     |              |                 |                 |                       |                            |                            |                            |                            |                                 |                                 |                                |                                |                       |                       |                       |                        |                        |                       |                         |                            |                            |                     |                           |                           |                            |                            |                           |                           |                        |                         |                         |                          |                          |                         |                             |                             |                      |                      |                          |                          |                           |                           |                          |                          |                 |                   |                   |                   |                   |                 |                 |
|                     |                     |              |                 |                 |                       |                            |                            |                            |                            |                                 |                                 |                                |                                |                       |                       |                       |                        |                        |                       |                         |                            |                            |                     |                           |                           |                            |                            |                           |                           |                        |                         |                         |                          |                          |                         |                             |                             |                      |                      |                          |                          |                           |                           |                          |                          |                 |                   |                   |                   |                   |                 |                 |
|                     |                     |              |                 |                 |                       | Pipino il Gobbo *~769 †811 | Pipino il Gobbo *~769 †811 | Carlo il Giovane *772 †811 | Carlo il Giovane *772 †811 | Pipino d'Italia *773 †810       | Pipino d'Italia *773 †810       |                                |                                |                       |                       |                       |                        |                        |                       |                         |                            |                            |                     |                           |                           |                            | Ludovico il Pio *778 †840  | Ludovico il Pio *778 †840 | Lotario *778 †780         | Lotario *778 †780      | Drogone *801 †855       | Drogone *801 †855       | Ugo *802~806 †844        | Ugo *802~806 †844        | Pipino *770 †?          | Pipino *770 †?              | St. Siacre *797 †?          | St. Siacre *797 †?   |                      |                          |                          |                           |                           |                          |                          |                 |                   |                   |                   |                   |                 |                 |
|                     |                     |              |                 |                 |                       |                            |                            |                            |                            |                                 |                                 |                                |                                |                       |                       |                       |                        |                        |                       |                         |                            |                            |                     |                           |                           |                            |                            |                           |                           |                        |                         |                         |                          |                          |                         |                             |                             |                      |                      |                          |                          |                           |                           |                          |                          |                 |                   |                   |                   |                   |                 |                 |
|                     |                     |              |                 |                 |                       |                            |                            |                            |                            |                                 |                                 |                                |                                |                       |                       |                       |                        |                        |                       |                         |                            |                            |                     |                           |                           |                            |                            |                           |                           |                        |                         |                         |                          |                          |                         |                             |                             |                      |                      |                          |                          |                           |                           |                          |                          |                 |                   |                   |                   |                   |                 |                 |
|                     |                     |              |                 |                 |                       |                            |                            |                            |                            | Bernardo d'Italia *~797 †818    | Bernardo d'Italia *~797 †818    |                                |                                |                       | Lotario I *795 †855   | Lotario I *795 †855   |                        |                        |                       |                         | Pipino I *797~803 †833~838 | Pipino I *797~803 †833~838 |                     |                           |                           | Ludovico II *~802~806 †876 | Ludovico II *~802~806 †876 |                           |                           |                        |                         |                         |                          |                          |                         |                             |                             |                      |                      | Carlo il Calvo *823 †877 | Carlo il Calvo *823 †877 |                           |                           |                          |                          |                 |                   |                   |                   |                   |                 |                 |
|                     |                     |              |                 |                 |                       |                            |                            |                            |                            |                                 |                                 |                                |                                |                       |                       |                       |                        |                        |                       |                         |                            |                            |                     |                           |                           |                            |                            |                           |                           |                        |                         |                         |                          |                          |                         |                             |                             |                      |                      |                          |                          |                           |                           |                          |                          |                 |                   |                   |                   |                   |                 |                 |
|                     |                     |              |                 |                 |                       |                            |                            |                            |                            |                                 |                                 |                                |                                |                       |                       |                       |                        |                        |                       |                         |                            |                            |                     |                           |                           |                            |                            |                           |                           |                        |                         |                         |                          |                          |                         |                             |                             |                      |                      |                          |                          |                           |                           |                          |                          |                 |                   |                   |                   |                   |                 |                 |
|                     |                     |              |                 |                 |                       |                            |                            |                            |                            | Pipino I *817 † post 840        | Pipino I *817 † post 840        | Ludovico II *~822 †875         | Ludovico II *~822 †875         | Lotario II *835 †869  | Lotario II *835 †869  | Carlo *~845 †863      | Carlo *~845 †863       | Carlomanno *853 †?     | Carlomanno *853 †?    | Pipino II *823~825 †864 | Pipino II *823~825 †864    | Carlo *825~830 †863        | Carlo *825~830 †863 | Carlo il Grosso *839 †888 | Carlo il Grosso *839 †888 | Carlomanno *830 †880       | Carlomanno *830 †880       |                           | Ludovico III *835 †882    | Ludovico III *835 †882 |                         |                         |                          | Luigi II *846 †879       | Luigi II *846 †879      | Carlo III *847~848 †865~866 | Carlo III *847~848 †865~866 | Carlomanno *849 †878 | Carlomanno *849 †878 | Lotario *~847 †865       | Lotario *~847 †865       | Drogone *872~873 †873~874 | Drogone *872~873 †873~874 | Pipino *872~873 †873~874 | Pipino *872~873 †873~874 | Carlo *876 †877 | Carlo *876 †877   |                   |                   |                   |                 |                 |
|                     |                     |              |                 |                 |                       |                            |                            |                            |                            |                                 |                                 |                                |                                |                       |                       |                       |                        |                        |                       |                         |                            |                            |                     |                           |                           |                            |                            |                           |                           |                        |                         |                         |                          |                          |                         |                             |                             |                      |                      |                          |                          |                           |                           |                          |                          |                 |                   |                   |                   |                   |                 |                 |
|                     |                     |              |                 |                 |                       |                            |                            |                            |                            |                                 |                                 |                                |                                |                       |                       |                       |                        |                        |                       |                         |                            |                            |                     |                           |                           |                            |                            |                           |                           |                        |                         |                         |                          |                          |                         |                             |                             |                      |                      |                          |                          |                           |                           |                          |                          |                 |                   |                   |                   |                   |                 |                 |
|                     |                     |              |                 |                 |                       |                            |                            | Bernardo *~844 †893        | Bernardo *~844 †893        | Pipino *~846 † post 893         | Pipino *~846 † post 893         | Erberto I *~848~850 † post 907 | Erberto I *~848~850 † post 907 | Ugo *~855/860 †895    | Ugo *~855/860 †895    |                       |                        |                        |                       |                         |                            |                            |                     | Carlomanno *? †876        | Carlomanno *? †876        | Arnolfo *~850 †899         | Arnolfo *~850 †899         | Ugo *850~860 †880         | Ugo *850~860 †880         | Ludovico *893 †911     | Ludovico *893 †911      | Luigi III *864 †882     | Luigi III *864 †882      | Carlomanno II *866 †884  | Carlomanno II *866 †884 | Carlo III *879 †929         | Carlo III *879 †929         |                      |                      |                          |                          |                           |                           |                          |                          |                 |                   |                   |                   |                   |                 |                 |
|                     |                     |              |                 |                 |                       |                            |                            |                            |                            |                                 |                                 |                                |                                |                       |                       |                       |                        |                        |                       |                         |                            |                            |                     |                           |                           |                            |                            |                           |                           |                        |                         |                         |                          |                          |                         |                             |                             |                      |                      |                          |                          |                           |                           |                          |                          |                 |                   |                   |                   |                   |                 |                 |
|                     |                     |              |                 |                 |                       |                            |                            |                            |                            |                                 |                                 |                                |                                |                       |                       |                       |                        |                        |                       |                         |                            |                            |                     |                           |                           |                            |                            |                           |                           |                        |                         |                         |                          |                          |                         |                             |                             |                      |                      |                          |                          |                           |                           |                          |                          |                 |                   |                   |                   |                   |                 |                 |
|                     |                     |              |                 |                 |                       |                            |                            |                            |                            | Berardo dei Marsi linea Berardi | Berardo dei Marsi linea Berardi | Erberto II *884 †943           | Erberto II *884 †943           |                       |                       |                       |                        |                        |                       |                         |                            |                            |                     | Sventibaldo *870~871 †900 | Sventibaldo *870~871 †900 | Ludovico IV *893 †911      | Ludovico IV *893 †911      | Ratoldo post *? †896      | Ratoldo post *? †896      |                        |                         |                         | Luigi IV *921 †954       | Luigi IV *921 †954       | Arnolfo *? †?           | Arnolfo *? †?               | Drogone *? †?               | Drogone *? †?        | Rorico *? †976       | Rorico *? †976           |                          |                           |                           |                          |                          |                 |                   |                   |                   |                   |                 |                 |
|                     |                     |              |                 |                 |                       |                            |                            |                            |                            |                                 |                                 |                                |                                |                       |                       |                       |                        |                        |                       |                         |                            |                            |                     |                           |                           |                            |                            |                           |                           |                        |                         |                         |                          |                          |                         |                             |                             |                      |                      |                          |                          |                           |                           |                          |                          |                 |                   |                   |                   |                   |                 |                 |
|                     |                     |              |                 |                 |                       |                            |                            |                            |                            |                                 |                                 |                                |                                |                       |                       |                       |                        |                        |                       |                         |                            |                            |                     |                           |                           |                            |                            |                           |                           |                        |                         |                         |                          |                          |                         |                             |                             |                      |                      |                          |                          |                           |                           |                          |                          |                 |                   |                   |                   |                   |                 |                 |
|                     |                     |              |                 |                 | Eude *~910 † post 946 | Eude *~910 † post 946      | Erberto III *~912 †~982    | Erberto III *~912 †~982    | Guido *~915 † post 986     | Guido *~915 † post 986          |                                 |                                | Alberto I *~916 †987           | Alberto I *~916 †987  |                       |                       |                        | Roberto *~918 †~967    | Roberto *~918 †~967   | Ugo *920 †962           | Ugo *920 †962              |                            |                     |                           |                           |                            |                            | Lotario IV *941 †986      | Lotario IV *941 †986      |                        |                         |                         | Carlo I *953 †991~994    | Carlo I *953 †991~994    | Carlomanno *945 †~953   | Carlomanno *945 †~953       | Luigi *948 †954             | Luigi *948 †954      | Enrico *†953         | Enrico *†953             |                          |                           |                           |                          |                          |                 |                   |                   |                   |                   |                 |                 |
|                     |                     |              |                 |                 |                       |                            |                            |                            |                            |                                 |                                 |                                |                                |                       |                       |                       |                        |                        |                       |                         |                            |                            |                     |                           |                           |                            |                            |                           |                           |                        |                         |                         |                          |                          |                         |                             |                             |                      |                      |                          |                          |                           |                           |                          |                          |                 |                   |                   |                   |                   |                 |                 |
|                     |                     |              |                 |                 |                       |                            |                            |                            |                            |                                 |                                 |                                |                                |                       |                       |                       |                        |                        |                       |                         |                            |                            |                     |                           |                           |                            |                            |                           |                           |                        |                         |                         |                          |                          |                         |                             |                             |                      |                      |                          |                          |                           |                           |                          |                          |                 |                   |                   |                   |                   |                 |                 |
|                     |                     |              |                 |                 |                       |                            |                            |                            | Rinaldo *985~992 †1057     | Rinaldo *985~992 †1057          | Erberto III *953 †1015          | Erberto III *953 †1015         | Ottone *~955 †986~987          | Ottone *~955 †986~987 | Liudolfo *957 †~986   | Liudolfo *957 †~986   | Erberto *~945~950 †995 | Erberto *~945~950 †995 | Arcibaldo *? †968     | Arcibaldo *? †968       |                            |                            |                     |                           |                           |                            | Luigi V *967 †987          | Luigi V *967 †987         | Ottone *? †~986           | Ottone *? †~986        | Ottone * post 985 †1012 | Ottone * post 985 †1012 | Luigi * post 989 †~995   | Luigi * post 989 †~995   | Carlo *~989 †?          | Carlo *~989 †?              |                             |                      |                      |                          |                          |                           |                           |                          |                          |                 |                   |                   |                   |                   |                 |                 |
|                     |                     |              |                 |                 |                       |                            |                            |                            |                            |                                 |                                 |                                |                                |                       |                       |                       |                        |                        |                       |                         |                            |                            |                     |                           |                           |                            |                            |                           |                           |                        |                         |                         |                          |                          |                         |                             |                             |                      |                      |                          |                          |                           |                           |                          |                          |                 |                   |                   |                   |                   |                 |                 |
|                     |                     |              |                 |                 |                       |                            |                            |                            |                            |                                 |                                 |                                |                                |                       |                       |                       |                        |                        |                       |                         |                            |                            |                     |                           |                           |                            |                            |                           |                           |                        |                         |                         |                          |                          |                         |                             |                             |                      |                      |                          |                          |                           |                           |                          |                          |                 |                   |                   |                   |                   |                 |                 |
|                     |                     |              |                 |                 |                       |                            |                            |                            | Ottone I *1000 †~1045      | Ottone I *1000 †~1045           | Alberto II *? †~1016            | Alberto II *? †~1016           | Landolfo *? †?                 | Landolfo *? †?        |                       |                       |                        |                        |                       |                         |                            |                            |                     |                           |                           |                            | Capetingi ·                | Capetingi ·               |                           |                        |                         |                         |                          |                          |                         |                             |                             |                      |                      |                          |                          |                           |                           |                          |                          |                 |                   |                   |                   |                   |                 |                 |
|                     |                     |              |                 |                 |                       |                            |                            |                            |                            |                                 |                                 |                                |                                |                       |                       |                       |                        |                        |                       |                         |                            |                            |                     |                           |                           |                            |                            |                           |                           |                        |                         |                         |                          |                          |                         |                             |                             |                      |                      |                          |                          |                           |                           |                          |                          |                 |                   |                   |                   |                   |                 |                 |
|                     |                     |              |                 |                 |                       |                            |                            |                            |                            |                                 |                                 |                                |                                |                       |                       |                       |                        |                        |                       |                         |                            |                            |                     |                           |                           |                            |                            |                           |                           |                        |                         |                         |                          |                          |                         |                             |                             |                      |                      |                          |                          |                           |                           |                          |                          |                 |                   |                   |                   |                   |                 |                 |
|                     |                     |              |                 |                 |                       |                            |                            | Erberto IV *1032 †1080     | Erberto IV *1032 †1080     | Simone *? † post 1076           | Simone *? † post 1076           |                                |                                |                       |                       |                       |                        |                        |                       |                         |                            |                            |                     |                           |                           |                            |                            |                           |                           |                        |                         |                         |                          |                          |                         |                             |                             |                      |                      |                          |                          |                           |                           |                          |                          |                 |                   |                   |                   |                   |                 |                 |
|                     |                     |              |                 |                 |                       |                            |                            |                            |                            |                                 |                                 |                                |                                |                       |                       |                       |                        |                        |                       |                         |                            |                            |                     |                           |                           |                            |                            |                           |                           |                        |                         |                         |                          |                          |                         |                             |                             |                      |                      |                          |                          |                           |                           |                          |                          |                 |                   |                   |                   |                   |                 |                 |
|                     |                     |              |                 |                 |                       |                            |                            |                            |                            |                                 |                                 |                                |                                |                       |                       |                       |                        |                        |                       |                         |                            |                            |                     |                           |                           |                            |                            |                           |                           |                        |                         |                         |                          |                          |                         |                             |                             |                      |                      |                          |                          |                           |                           |                          |                          |                 |                   |                   |                   |                   |                 |                 |
|                     |                     |              |                 |                 |                       |                            | Oddone *? †1085            | Oddone *? †1085            | Adelaide *1062 †1122       | Adelaide *1062 †1122            |                                 |                                |                                |                       |                       |                       |                        |                        |                       |                         |                            |                            |                     |                           |                           |                            |                            |                           |                           |                        |                         |                         |                          |                          |                         |                             |                             |                      |                      |                          |                          |                           |                           |                          |                          |                 |                   |                   |                   |                   |                 |                 |
|                     |                     |              |                 |                 |                       |                            |                            |                            |                            |                                 |                                 |                                |                                |                       |                       |                       |                        |                        |                       |                         |                            |                            |                     |                           |                           |                            |                            |                           |                           |                        |                         |                         |                          |                          |                         |                             |                             |                      |                      |                          |                          |                           |                           |                          |                          |                 |                   |                   |                   |                   |                 |                 |
|                     |                     |              |                 |                 |                       |                            |                            |                            |                            |                                 |                                 |                                |                                |                       |                       |                       |                        |                        |                       |                         |                            |                            |                     |                           |                           |                            |                            |                           |                           |                        |                         |                         |                          |                          |                         |                             |                             |                      |                      |                          |                          |                           |                           |                          |                          |                 |                   |                   |                   |                   |                 |                 |
|                     |                     |              |                 |                 |                       |                            |                            |                            | ultima dei carolingi ·     |                                 |                                 |                                |                                |                       |                       |                       |                        |                        |                       |                         |                            |                            |                     |                           |                           |                            |                            |                           |                           |                        |                         |                         |                          |                          |                         |                             |                             |                      |                      |                          |                          |                           |                           |                          |                          |                 |                   |                   |                   |                   |                 |                 |

 = Imperator Romanorum

### Carolingi
|                             |                             |                 |                 |                               |                               |                             |                          |                          |                                                                            |                                                                            |                                                         |                   |                  |                  |                   |                                |                                                         |                                                         | | |                                 |                            |                             |                             |                  |                  |                                        | |                             |                                   |                                   |                     |                     |                                    |                                    |                                     |                                                       |                                                       |                                 | | |                                                                      |                                                                             |                                                                             |                     |                          |                                                                |                                                                |                                  |                                  |                         |                      |                                      | | |                                    |                                    |                      | | |                        |                     |                              | | |                           |                                      |                                      |                                                                          |                                                                          |                     |                                                                     |                                                                     |                                           |                    |                   |                   |                  |
|                             |                             |                 |                 |                               |                               |                             |                          |                          |                                                                            |                                                                            |                                                         |                   |                  |                  |                   |                                |                                                         |                                                         | | |                                 |                            |                             |                             |                  |                  |                                        | Carlo Magno *742 †814 • 1 ⚭ Imiltrude (*? †?); 2 ⚭ Desiderata (*754 †776); 3 ⚭ Ildegarda (*758? †783); 4 ⚭ Fastrada (*? †794); 5 ⚭ Liutgarda (*780 †800); c Regina (*? †?) |                             |                                   |                                   |                     |                     |                                    |                                    |                                     |                                                       |                                                       |                                 | | |                                                                      |                                                                             |                                                                             |                     |                          |                                                                |                                                                |                                  |                                  |                         |                      |                                      | | |                                    |                                    |                      | | |                        |                     |                              | | |                           |                                      |                                      |                                                                          |                                                                          |                     |                                                                     |                                                                     |                                           |                    |                   |                   |                  |
|                             |                             |                 |                 |                               |                               |                             |                          |                          |                                                                            |                                                                            |                                                         |                   |                  |                  |                   |                                |                                                         |                                                         | | |                                 |                            |                             |                             |                  |                  |                                        | |                             |                                   |                                   |                     |                     |                                    |                                    |                                     |                                                       |                                                       |                                 | | |                                                                      |                                                                             |                                                                             |                     |                          |                                                                |                                                                |                                  |                                  |                         |                      |                                      | | |                                    |                                    |                      | | |                        |                     |                              | | |                           |                                      |                                      |                                                                          |                                                                          |                     |                                                                     |                                                                     |                                           |                    |                   |                   |                  |
|                             |                             |                 |                 |                               |                               |                             |                          |                          |                                                                            |                                                                            |                                                         |                   |                  |                  |                   |                                |                                                         |                                                         | | |                                 |                            |                             |                             |                  |                  |                                        | |                             |                                   |                                   |                     |                     |                                    |                                    |                                     |                                                       |                                                       |                                 | | |                                                                      |                                                                             |                                                                             |                     |                          |                                                                |                                                                |                                  |                                  |                         |                      |                                      | | |                                    |                                    |                      | | |                        |                     |                              | | |                           |                                      |                                      |                                                                          |                                                                          |                     |                                                                     |                                                                     |                                           |                    |                   |                   |                  |
| 1 Pipino il Gobbo *769 †811 | 1 Pipino il Gobbo *769 †811 | 1 Alpaide *? †? | 1 Alpaide *? †? | 3 Carlo il Giovane *772? †811 | 3 Carlo il Giovane *772? †811 | 3 Adelaide *? †774          | 3 Adelaide *? †774       | 3 Rotrude *775 †810      | 3 Rotrude *775 †810                                                        | 3 Pipino *773~777 †810                                                     | 3 Pipino *773~777 †810                                  |                   |                  |                  |                   |                                |                                                         |                                                         | | |                                 |                            |                             |                             |                  |                  |                                        | |                             |                                   |                                   |                     |                     |                                    |                                    |                                     |                                                       |                                                       |                                 | 3 Ludovico il Pio *778 †840 • 1 ⚭ Ermengarda di Hesbaye (*778 †818); 2 ⚭ Giuditta di Baviera (*800/805 †843) | 3 Ludovico il Pio *778 †840 • 1 ⚭ Ermengarda di Hesbaye (*778 †818); 2 ⚭ Giuditta di Baviera (*800/805 †843) | 3 Lotario *778 †778                                                  | 3 Lotario *778 †778                                                         | 3 Berta *779? †823                                                          | 3 Berta *779? †823  | 3 Gisella *781 †post 814 | 3 Gisella *781 †post 814                                       | 3 Ildegarda *782 - 783                                         | 3 Ildegarda *782 - 783           | 5 Teodorada *785? †853?          | 5 Teodorada *785? †853? | 5 Iltrude *787? †?   | 5 Iltrude *787? †?                   | c Drogone di Metz *801 †855                                                                                                 | c Drogone di Metz *801 †855                                                                                                 | c Ugo di San Bertino *802 †844     | c Ugo di San Bertino *802 †844     |                      | | |                        |                     |                              | | |                           |                                      |                                      |                                                                          |                                                                          |                     |                                                                     |                                                                     |                                           |                    |                   |                   |                  |
|                             |                             |                 |                 |                               |                               |                             |                          |                          |                                                                            |                                                                            |                                                         |                   |                  |                  |                   |                                |                                                         |                                                         | | |                                 |                            |                             |                             |                  |                  |                                        | |                             |                                   |                                   |                     |                     |                                    |                                    |                                     |                                                       |                                                       |                                 | | |                                                                      |                                                                             |                                                                             |                     |                          |                                                                |                                                                |                                  |                                  |                         |                      |                                      | | |                                    |                                    |                      | | |                        |                     |                              | | |                           |                                      |                                      |                                                                          |                                                                          |                     |                                                                     |                                                                     |                                           |                    |                   |                   |                  |
|                             |                             |                 |                 |                               |                               |                             |                          |                          |                                                                            |                                                                            |                                                         |                   |                  |                  |                   |                                |                                                         |                                                         | | |                                 |                            |                             |                             |                  |                  |                                        | |                             |                                   |                                   |                     |                     |                                    |                                    |                                     |                                                       |                                                       |                                 | | |                                                                      |                                                                             |                                                                             |                     |                          |                                                                |                                                                |                                  |                                  |                         |                      |                                      | | |                                    |                                    |                      | | |                        |                     |                              | | |                           |                                      |                                      |                                                                          |                                                                          |                     |                                                                     |                                                                     |                                           |                    |                   |                   |                  |
|                             |                             |                 |                 |                               | Bernardo d'Italia *799 †818   | Bernardo d'Italia *799 †818 | Adelaide *798 † post 810 | Adelaide *798 † post 810 | Atala *? †?                                                                | Atala *? †?                                                                | Gundrada *? †?                                          | Gundrada *? †?    | Berta *? †?      | Berta *? †?      | Tetrada *? †?     | Tetrada *? †?                  | 1 Lotario I *795 †855 • ⚭ Ermengarda di Tours (*? †851) | 1 Lotario I *795 †855 • ⚭ Ermengarda di Tours (*? †851) | | |                                 |                            |                             |                             |                  |                  |                                        | |                             | 1 Pipino I di Aquitania *797 †838 | 1 Pipino I di Aquitania *797 †838 | 1 Adelaide *~799 †? | 1 Adelaide *~799 †? |                                    | 1 Rotrude *~800 †?                 | 1 Rotrude *~800 †?                  |                                                       | 1 Ildegarda *~802 †?                                  | 1 Ildegarda *~802 †?            | | 1 Ludovico II il Germanico *804 †876 • ⚭ Emma di Baviera (*808 †876)                                         | 1 Ludovico II il Germanico *804 †876 • ⚭ Emma di Baviera (*808 †876) |                                                                             |                                                                             |                     |                          |                                                                |                                                                |                                  |                                  |                         | 2 Gisella *820 †876  | 2 Gisella *820 †876                  | | |                                    |                                    |                      | | |                        |                     |                              | 2 Carlo il Calvo *823 †877 • 1 ⚭ Ermentrude d'Orléans (*830 †869); 2 ⚭ Richilde di Provenza (*~845 †910/914) | 2 Carlo il Calvo *823 †877 • 1 ⚭ Ermentrude d'Orléans (*830 †869); 2 ⚭ Richilde di Provenza (*~845 †910/914) |                           |                                      |                                      |                                                                          |                                                                          |                     |                                                                     |                                                                     |                                           |                    |                   |                   |                  |
|                             |                             |                 |                 |                               |                               |                             |                          |                          |                                                                            |                                                                            |                                                         |                   |                  |                  |                   |                                |                                                         |                                                         | | |                                 |                            |                             |                             |                  |                  |                                        | |                             |                                   |                                   |                     |                     |                                    |                                    |                                     |                                                       |                                                       |                                 | | |                                                                      |                                                                             |                                                                             |                     |                          |                                                                |                                                                |                                  |                                  |                         |                      |                                      | | |                                    |                                    |                      | | |                        |                     |                              | | |                           |                                      |                                      |                                                                          |                                                                          |                     |                                                                     |                                                                     |                                           |                    |                   |                   |                  |
|                             |                             |                 |                 |                               |                               |                             |                          |                          |                                                                            |                                                                            |                                                         |                   |                  |                  |                   |                                |                                                         |                                                         | | |                                 |                            |                             |                             |                  |                  |                                        | |                             |                                   |                                   |                     |                     |                                    |                                    |                                     |                                                       |                                                       |                                 | | |                                                                      |                                                                             |                                                                             |                     |                          |                                                                |                                                                |                                  |                                  |                         |                      |                                      | | |                                    |                                    |                      | | |                        |                     |                              | | |                           |                                      |                                      |                                                                          |                                                                          |                     |                                                                     |                                                                     |                                           |                    |                   |                   |                  |
|                             |                             |                 |                 |                               | Vermandois ·                  | Vermandois ·                |                          |                          | Ludovico II il Giovane *~825 †875 • ⚭ Engelberga d'Alsazia (*830 †896/901) | Ludovico II il Giovane *~825 †875 • ⚭ Engelberga d'Alsazia (*830 †896/901) | Hiltrude *826†865                                       | Hiltrude *826†865 | Bertha *~830†852 | Bertha *~830†852 | Irmgard *~830†849 | Irmgard *~830†849              | Gisella *~830†856                                       | Gisella *~830†856                                       | Lotario II di Lotaringia *835 †869 • 1 ⚭ Teutberga (*? † ante 875); 2 ⚭ Waldrada di Wormsgau (*~835 †869) | Lotario II di Lotaringia *835 †869 • 1 ⚭ Teutberga (*? † ante 875); 2 ⚭ Waldrada di Wormsgau (*~835 †869) | Rotrude *~840 †?)               | Rotrude *~840 †?)          | Carlo di Provenza *845 †863 | Carlo di Provenza *845 †863 | Carlomanno *? †? | Carlomanno *? †? | Pipino II di Aquitania *823 † post 864 | Pipino II di Aquitania *823 † post 864 | Carlo d'Aquitania *825 †863 | Carlo d'Aquitania *825 †863       | Berta *? †874                     | Berta *? †874       | ?                   | ?                                  | Ildegarda *828 †856                | Ildegarda *828 †856                 | Carlomanno di Baviera *830 †880                       | Carlomanno di Baviera *830 †880                       | Ermengarda *? †866              | Ermengarda *? †866                                                                                           | Gisella *? †?                                                                                                | Gisella *? †?                                                        | Ludovico III il Giovane *835 †882 • ⚭ Liutgarda di Sassonia (*840/850 †885) | Ludovico III il Giovane *835 †882 • ⚭ Liutgarda di Sassonia (*840/850 †885) | Berta *? †877       | Berta *? †877            | Carlo il Grosso *839 †888 • ⚭ Riccarda di Svevia (*~840 †~900) | Carlo il Grosso *839 †888 • ⚭ Riccarda di Svevia (*~840 †~900) |                                  |                                  |                         | 1 Giuditta *844 †870 | 1 Giuditta *844 †870                 | 1 Luigi II di Francia *846 †879 • 1 ⚭ Ansgarda di Borgogna (*~826 †879~882); • 2 ⚭ Adelaide del Friuli (*~850/860 †900~901) | 1 Luigi II di Francia *846 †879 • 1 ⚭ Ansgarda di Borgogna (*~826 †879~882); • 2 ⚭ Adelaide del Friuli (*~850/860 †900~901) | 1 Carlo III di Aquitania *847 †866 | 1 Carlo III di Aquitania *847 †866 | 1 Lotario *848 †865  | 1 Lotario *848 †865                                                                                        | 1 Carlomanno *849 †878                                                                                     | 1 Carlomanno *849 †878 | 1 Rotrude *852 †912 | 1 Rotrude *852 †912          | 1 Ermetrude *854 †877                                                                                        | 1 Ermetrude *854 †877                                                                                        | 1 Hildegarda *856 †?      | 1 Hildegarda *856 †?                 | 1 Gisella *857 †874                  | 1 Gisella *857 †874                                                      | 2 Rotilde *871 †929                                                      | 2 Rotilde *871 †929 | 2 Drogone *872 †873                                                 | 2 Drogone *872 †873                                                 | 2 Pipino *873 †874                        | 2 Pipino *873 †874 | 2 Carlo *876 †877 | 2 Carlo *876 †877 |                  |
|                             |                             |                 |                 |                               |                               |                             |                          |                          |                                                                            |                                                                            |                                                         |                   |                  |                  |                   |                                |                                                         |                                                         | | |                                 |                            |                             |                             |                  |                  |                                        | |                             |                                   |                                   |                     |                     |                                    |                                    |                                     |                                                       |                                                       |                                 | | |                                                                      |                                                                             |                                                                             |                     |                          |                                                                |                                                                |                                  |                                  |                         |                      |                                      | | |                                    |                                    |                      | | |                        |                     |                              | | |                           |                                      |                                      |                                                                          |                                                                          |                     |                                                                     |                                                                     |                                           |                    |                   |                   |                  |
|                             |                             |                 |                 |                               |                               |                             |                          |                          |                                                                            |                                                                            |                                                         |                   |                  |                  |                   |                                |                                                         |                                                         | | |                                 |                            |                             |                             |                  |                  |                                        | |                             |                                   |                                   |                     |                     |                                    |                                    |                                     |                                                       |                                                       |                                 | | |                                                                      |                                                                             |                                                                             |                     |                          |                                                                |                                                                |                                  |                                  |                         |                      |                                      | | |                                    |                                    |                      | | |                        |                     |                              | | |                           |                                      |                                      |                                                                          |                                                                          |                     |                                                                     |                                                                     |                                           |                    |                   |                   |                  |
|                             |                             |                 |                 |                               |                               |                             |                          | Gisella *~852 †~868      | Gisella *~852 †~868                                                        | Ermengarda (figlia di Ludovico II il Giovane) *855 †896                    | Ermengarda (figlia di Ludovico II il Giovane) *855 †896 |                   |                  |                  |                   | 2 Ugo di Lotaringia *~855 †895 | 2 Ugo di Lotaringia *~855 †895                          | 2 Gisella *865 †908                                     | 2 Gisella *865 †908                                                                                       | 2 Berta di Lotaringia *863 †925                                                                           | 2 Berta di Lotaringia *863 †925 | 2 Ermengarda *? † post 898 | 2 Ermengarda *? † post 898  |                             |                  |                  |                                        | |                             |                                   |                                   |                     |                     |                                    |                                    |                                     | Arnolfo di Carinzia *850 †899 • ⚭ Oda (*? † post 903) | Arnolfo di Carinzia *850 †899 • ⚭ Oda (*? † post 903) |                                 | | | Ludovico *877 †879                                                   | Ludovico *877 †879                                                          | Ildegarda *878 †895                                                         | Ildegarda *878 †895 |                          | Bernardo *? †891                                               | Bernardo *? †891                                               | 1 Luigi III di Francia *863 †882 | 1 Luigi III di Francia *863 †882 | 1 Gisella *? †894       | 1 Gisella *? †894    | 1 Carlomanno II di Francia *867 †884 | 1 Carlomanno II di Francia *867 †884                                                                                        | 1 Ildegarda *? †? | 1 Ildegarda *? †?                  | 1 Ermentrude *875 †?               | 1 Ermentrude *875 †? | 2 Carlo III di Francia *879 †929 • 1 ⚭ Frederuna (*~887 †917); 1 ⚭ Eadgifu d'Inghilterra (*~902/905 †~953) | 2 Carlo III di Francia *879 †929 • 1 ⚭ Frederuna (*~887 †917); 1 ⚭ Eadgifu d'Inghilterra (*~902/905 †~953) |                        |                     |                              | | |                           |                                      |                                      |                                                                          |                                                                          |                     |                                                                     |                                                                     |                                           |                    |                   |                   |                  |
|                             |                             |                 |                 |                               |                               |                             |                          |                          |                                                                            |                                                                            |                                                         |                   |                  |                  |                   |                                |                                                         |                                                         | | |                                 |                            |                             |                             |                  |                  |                                        | |                             |                                   |                                   |                     |                     |                                    |                                    |                                     |                                                       |                                                       |                                 | | |                                                                      |                                                                             |                                                                             |                     |                          |                                                                |                                                                |                                  |                                  |                         |                      |                                      | | |                                    |                                    |                      | | |                        |                     |                              | | |                           |                                      |                                      |                                                                          |                                                                          |                     |                                                                     |                                                                     |                                           |                    |                   |                   |                  |
|                             |                             |                 |                 |                               |                               |                             |                          |                          |                                                                            |                                                                            |                                                         |                   |                  |                  |                   |                                |                                                         |                                                         | | |                                 |                            |                             |                             |                  |                  |                                        | |                             |                                   |                                   |                     |                     |                                    |                                    |                                     |                                                       |                                                       |                                 | | |                                                                      |                                                                             |                                                                             |                     |                          |                                                                |                                                                |                                  |                                  |                         |                      |                                      | | |                                    |                                    |                      | | |                        |                     |                              | | |                           |                                      |                                      |                                                                          |                                                                          |                     |                                                                     |                                                                     |                                           |                    |                   |                   |                  |
|                             |                             |                 |                 |                               |                               |                             |                          |                          |                                                                            |                                                                            |                                                         |                   |                  |                  |                   |                                |                                                         |                                                         | | |                                 |                            |                             |                             |                  |                  |                                        | |                             |                                   |                                   |                     |                     | Ludovico IV il Fanciullo *893 †911 | Ludovico IV il Fanciullo *893 †911 | Sventibaldo di Lotaringia *870 †900 | Sventibaldo di Lotaringia *870 †900                   | Ratoldo di Lotaringia *889 †896                       | Ratoldo di Lotaringia *889 †896 | Ellinrat *? †?                                                                                               | Ellinrat *? †?                                                                                               |                                                                      |                                                                             |                                                                             |                     |                          |                                                                |                                                                | 1 Arnolfo *? †?                  | 1 Arnolfo *? †?                  | 1 Drogone *? †?         | 1 Drogone *? †?      | 1 Roricone *? †?                     | 1 Roricone *? †? | 1 Alpaide *? †? | 1 Alpaide *? †?                    | 1 Ermentrude *? †?                 | 1 Ermentrude *? †?   | 1 Frerona *? †?                                                                                            | 1 Frerona *? †?                                                                                            | 1 Adelaide *? †?       | 1 Adelaide *? †?    | 1 Gisella *? †?              | 1 Gisella *? †?                                                                                              | 1 Rotrude *? †?                                                                                              | 1 Rotrude *? †?           | 1 Ildegarda *? †?                    | 1 Ildegarda *? †?                    | 2 Luigi IV di Francia *920 †954 • ⚭ Gerberga di Sassonia (*913/914 †984) | 2 Luigi IV di Francia *920 †954 • ⚭ Gerberga di Sassonia (*913/914 †984) |                     |                                                                     |                                                                     |                                           |                    |                   |                   |                  |
|                             |                             |                 |                 |                               |                               |                             |                          |                          |                                                                            |                                                                            |                                                         |                   |                  |                  |                   |                                |                                                         |                                                         | | |                                 |                            |                             |                             |                  |                  |                                        | |                             |                                   |                                   |                     |                     |                                    |                                    |                                     |                                                       |                                                       |                                 | | |                                                                      |                                                                             |                                                                             |                     |                          |                                                                |                                                                |                                  |                                  |                         |                      |                                      | | |                                    |                                    |                      | | |                        |                     |                              | | |                           |                                      |                                      |                                                                          |                                                                          |                     |                                                                     |                                                                     |                                           |                    |                   |                   |                  |
|                             |                             |                 |                 |                               |                               |                             |                          |                          |                                                                            |                                                                            |                                                         |                   |                  |                  |                   |                                |                                                         |                                                         | | |                                 |                            |                             |                             |                  |                  |                                        | |                             |                                   |                                   |                     |                     |                                    |                                    |                                     |                                                       |                                                       |                                 | | |                                                                      |                                                                             |                                                                             |                     |                          |                                                                |                                                                |                                  |                                  |                         |                      |                                      | | |                                    |                                    |                      | | |                        |                     |                              | | |                           |                                      |                                      |                                                                          |                                                                          |                     |                                                                     |                                                                     |                                           |                    |                   |                   |                  |
|                             |                             |                 |                 |                               |                               |                             |                          |                          |                                                                            |                                                                            |                                                         |                   |                  |                  |                   |                                |                                                         |                                                         | | |                                 |                            |                             |                             |                  |                  |                                        | |                             |                                   |                                   |                     |                     |                                    |                                    |                                     |                                                       |                                                       |                                 | | |                                                                      |                                                                             |                                                                             |                     |                          |                                                                |                                                                |                                  |                                  |                         |                      |                                      | | |                                    |                                    |                      | | |                        |                     |                              | Lotario IV *941 †986 • ⚭ Emma d'Italia (*~948 †988)                                                          | Lotario IV *941 †986 • ⚭ Emma d'Italia (*~948 †988)                                                          | Matilde *943 †992         | Matilde *943 †992                    | Carlomanno *945 †953                 | Carlomanno *945 †953                                                     | Luigi *948 †954                                                          | Luigi *948 †954     | Carlo duca della Bassa Lotaringia *953 †991 • ⚭ Adele di Vermandois | Carlo duca della Bassa Lotaringia *953 †991 • ⚭ Adele di Vermandois | Enrico *†953                              | Enrico *†953       |                   |                   |                  |
|                             |                             |                 |                 |                               |                               |                             |                          |                          |                                                                            |                                                                            |                                                         |                   |                  |                  |                   |                                |                                                         |                                                         | | |                                 |                            |                             |                             |                  |                  |                                        | |                             |                                   |                                   |                     |                     |                                    |                                    |                                     |                                                       |                                                       |                                 | | |                                                                      |                                                                             |                                                                             |                     |                          |                                                                |                                                                |                                  |                                  |                         |                      |                                      | | |                                    |                                    |                      | | |                        |                     |                              | | |                           |                                      |                                      |                                                                          |                                                                          |                     |                                                                     |                                                                     |                                           |                    |                   |                   |                  |
|                             |                             |                 |                 |                               |                               |                             |                          |                          |                                                                            |                                                                            |                                                         |                   |                  |                  |                   |                                |                                                         |                                                         | | |                                 |                            |                             |                             |                  |                  |                                        | |                             |                                   |                                   |                     |                     |                                    |                                    |                                     |                                                       |                                                       |                                 | | |                                                                      |                                                                             |                                                                             |                     |                          |                                                                |                                                                |                                  |                                  |                         |                      |                                      | | |                                    |                                    |                      | | |                        |                     |                              | | |                           |                                      |                                      |                                                                          |                                                                          |                     |                                                                     |                                                                     |                                           |                    |                   |                   |                  |
|                             |                             |                 |                 |                               |                               |                             |                          |                          |                                                                            |                                                                            |                                                         |                   |                  |                  |                   |                                |                                                         |                                                         | | |                                 |                            |                             |                             |                  |                  |                                        | |                             |                                   |                                   |                     |                     |                                    |                                    |                                     |                                                       |                                                       |                                 | | |                                                                      |                                                                             |                                                                             |                     |                          |                                                                |                                                                |                                  |                                  |                         |                      |                                      | | |                                    |                                    |                      | | |                        |                     | Luigi V di Francia *967 †987 | Luigi V di Francia *967 †987                                                                                 | Arnolfo di Reims *? †1021                                                                                    | Arnolfo di Reims *? †1021 | Ottone della Bassa Lorena *970 †1012 | Ottone della Bassa Lorena *970 †1012 | Adelaide *? †?                                                           | Adelaide *? †?                                                           | Gerberga *? †?      | Gerberga *? †?                                                      | Luigi della Bassa Lorena *980 † post 1012                           | Luigi della Bassa Lorena *980 † post 1012 | Carlo *989 †?      | Carlo *989 †?     | Ermengarda *? †?  | Ermengarda *? †? |

### Vermandois
```
Bernardo
 (799–818)
= Cunegonda di Laon
│
└── 
Pipino I di Vermandois
 (verso l'815
 
– dopo l'840)
    = ?
    │
    ├── Bernardo (844 circa - dopo l'843)
    │
    ├── Pipino (846 circa - 893)
    │   |
    |   └
Berardo dei Marsi
 (linea dei 
 Berardi, conti dei Marsi
)
    |
    ├── 
Erberto
 (ca. 850
 
– ca. 907)
    │   = Bertha de Morvois
    │   │
    │   ├── 
Erberto II
 (880–943) 
    │   │   = Adele
    │   │   = Ildebranda di Francia
    │   │   │
    │   │   ├── 
Adele di Vermandois
 (912-960) 
    │   │   │   = 
Arnolfo I di Fiandra

    │   │   │
    │   │   ├── 
Eude
 (910-946)
    │   │   │
    │   │   ├── 
Erberto III d'Omois
 (?-993)
    │   │   │   = 
Eadgifu d'Inghilterra

    │   │   │
    │   │   ├── 
Roberto di Vermandois
, (?-968)
    │   │   │   = Liegarda di Francia
    │   │   │   │
    │   │   │   ├── 
Erberto III di Meaux

    │   │   │   │   = ?
    │   │   │   │   │
    │   │   │   │   └── 
Stefano I di Vermandois

    │   │   │   │
    │   │   │   ├── 
Adele di Troyes
, (c. 950-c. 980)
    │   │   │   │   = Lamberto di Chalon
    │   │   │   │   = 
Goffredo I d'Angiò

    │   │   │   │
    │   │   │   └── Adele (950-974)
    │   │   │       = 
Goffredo I d'Angiò

    │   │   │
    │   │   ├── 
Alberto I
 (915-987)
    │   │   │   = Gerberga di Lorraine
    │   │   │   │
    │   │   │   ├── 
Erberto III
 (954-?)
    │   │   │   │   = Ermengarda di Bar
    │   │   │   │   │ 
    │   │   │   │   ├── 
Alberto II
 (980-1015)
    │   │   │   │   │ 
    │   │   │   │   ├── Landolfo, vescovo di Noyon
    │   │   │   │   │ 
    │   │   │   │   └── 
Ottone I
 (979-1045)
    │   │   │   │       = Pavia
    │   │   │   │       │
    │   │   │   │       ├── 
Erberto IV di Vermandois
 (1028–1080)
    │   │   │   │       │   = Adele di Valois
    │   │   │   │       │   │
    │   │   │   │       │   ├── 
Adelaide di Vermandois

    │   │   │   │       │   │   = 
Ugo I di Vermandois

    │   │   │   │       │   │
    │   │   │   │       │   └── Oddone  (+ post 1085)
    │   │   │   │       │
    │   │   │   │       ├── Simone
    │   │   │   │       │
    │   │   │   │       └── Pietro
    │   │   │   │
    │   │   │   ├── Eude (ca. 956-983)
    │   │   │   │
    │   │   │   ├── Liudolfe  (ca. 957-986)
    │   │   │   │
    │   │   │   └── Guy I 
    │   │   │
    │   │   ├── 
Liutgarda
 (ca 920-978) 
    │   │   │   = 
Guglielmo I di Normandia

    │   │   │   = 
Tebaldo I di Blois

    │   │   │
    │   │   └── 
Ugo
 (?-962)
    │   │
    │   ├── 
Beatrice
 (880 circa
 
– dopo il 931)
    │   │   = 
Roberto I di Francia

    │   │
    │   ├── Cunegonda
    │   │
    │   ├── Adele
    │   │
    │   └── Berengaria
    │
    ├── Cunegonda
    │
    └── Gunilde
        = Berengario I di Neustria
        = Guy di Senlis
```

### Relazioni dinastiche franche
| Arnolfingi | Arnolfingi | Arnolfingi | Arnolfingi | Arnolfingi | Arnolfingi | Pipinidi | Pipinidi | Pipinidi | Pipinidi | Pipinidi | Pipinidi | Merovingi | Merovingi | Merovingi | Merovingi | Merovingi | Merovingi | Robertingi | Robertingi | Robertingi | Robertingi | Robertingi | Robertingi | Carolingi | Carolingi | Carolingi | Carolingi | Carolingi | Carolingi | Geroldini | Geroldini | Geroldini | Geroldini | Geroldini | Geroldini | Welfen | Welfen | Welfen | Welfen | Welfen | Welfen | Unrochingi | Unrochingi | Unrochingi | Unrochingi | Unrochingi | Unrochingi | Popponidi | Popponidi | Popponidi | Popponidi | Popponidi | Popponidi | Ottoniani | Ottoniani | Ottoniani | Ottoniani | Ottoniani | Ottoniani | Capetingi | Capetingi | Capetingi | Capetingi | Capetingi | Capetingi |  |  |

| Imperator Romanorum (Impero carolingio) | Imperator Romanorum (Impero carolingio) | Imperator Romanorum (Impero carolingio) | Imperator Romanorum (Impero carolingio) | Imperator Romanorum (Impero carolingio) | Imperator Romanorum (Impero carolingio) | Imperator Romanorum (Sacro Romano Impero) | Imperator Romanorum (Sacro Romano Impero) | Imperator Romanorum (Sacro Romano Impero) | Imperator Romanorum (Sacro Romano Impero) | Imperator Romanorum (Sacro Romano Impero) | Imperator Romanorum (Sacro Romano Impero) |  |  |

|  |  |  |  |  |  |  |  |                           |                           |                           |                           |                                |                                |                                |                                |                                 |                                 |                                 |                                 |                                 |                                 |                           |                           |                                        |                                        |                                        |                                        |                                        |                                        |                                |                                |                           |                           |                                 |                                 |                                 |                                 |                                 |                                 |                                |                                |                                |                                |                             |                             |                             |                             |                              |                              |                              |                              |                              |                              |                               |                          |                            |                            |                            |                            |                            |                            |  |  |  |  |  |  |  |  |  |  |  |  |
|  |  |  |  |  |  |  |  |                           |                           |                           |                           |                                |                                |                                |                                |                                 |                                 |                                 |                                 |                                 |                                 |                           |                           |                                        |                                        |                                        |                                        |                                        |                                        |                                |                                | Arnolfo di Metz *582 †641 | Arnolfo di Metz *582 †641 | Arnolfo di Metz *582 †641       | Arnolfo di Metz *582 †641       | Arnolfo di Metz *582 †641       | Arnolfo di Metz *582 †641       |                                 |                                 | Doda di Metz *? †?             | Doda di Metz *? †?             | Doda di Metz *? †?             | Doda di Metz *? †?             | Doda di Metz *? †?          | Doda di Metz *? †?          |                             |                             | Pipino di Landen *? †640/647 | Pipino di Landen *? †640/647 | Pipino di Landen *? †640/647 | Pipino di Landen *? †640/647 | Pipino di Landen *? †640/647 | Pipino di Landen *? †640/647 |                               |                          | Itta di Nivelles *592 †657 | Itta di Nivelles *592 †657 | Itta di Nivelles *592 †657 | Itta di Nivelles *592 †657 | Itta di Nivelles *592 †657 | Itta di Nivelles *592 †657 |  |  |  |  |  |  |  |  |  |  |  |  |
|  |  |  |  |  |  |  |  |                           |                           |                           |                           |                                |                                |                                |                                |                                 |                                 |                                 |                                 |                                 |                                 |                           |                           |                                        |                                        |                                        |                                        |                                        |                                        |                                |                                | Arnolfo di Metz *582 †641 | Arnolfo di Metz *582 †641 | Arnolfo di Metz *582 †641       | Arnolfo di Metz *582 †641       | Arnolfo di Metz *582 †641       | Arnolfo di Metz *582 †641       |                                 |                                 | Doda di Metz *? †?             | Doda di Metz *? †?             | Doda di Metz *? †?             | Doda di Metz *? †?             | Doda di Metz *? †?          | Doda di Metz *? †?          |                             |                             | Pipino di Landen *? †640/647 | Pipino di Landen *? †640/647 | Pipino di Landen *? †640/647 | Pipino di Landen *? †640/647 | Pipino di Landen *? †640/647 | Pipino di Landen *? †640/647 |                               |                          | Itta di Nivelles *592 †657 | Itta di Nivelles *592 †657 | Itta di Nivelles *592 †657 | Itta di Nivelles *592 †657 | Itta di Nivelles *592 †657 | Itta di Nivelles *592 †657 |  |  |  |  |  |  |  |  |  |  |  |  |
|  |  |  |  |  |  |  |  |                           |                           |                           |                           |                                |                                |                                |                                |                                 |                                 |                                 |                                 |                                 |                                 |                           |                           |                                        |                                        |                                        |                                        |                                        |                                        |                                |                                |                           |                           |                                 |                                 |                                 |                                 |                                 |                                 |                                |                                |                                |                                |                             |                             |                             |                             |                              |                              |                              |                              |                              |                              |                               |                          |                            |                            |                            |                            |                            |                            |  |  |  |  |  |  |  |  |  |  |  |  |
|  |  |  |  |  |  |  |  |                           |                           |                           |                           |                                |                                |                                |                                |                                 |                                 | Teodorico III *~651 †~691       | Teodorico III *~651 †~691       | Teodorico III *~651 †~691       | Teodorico III *~651 †~691       | Teodorico III *~651 †~691 | Teodorico III *~651 †~691 |                                        |                                        |                                        |                                        |                                        |                                        |                                |                                |                           |                           |                                 |                                 | Ansegiso *612 †685              | Ansegiso *612 †685              | Ansegiso *612 †685              | Ansegiso *612 †685              | Ansegiso *612 †685             | Ansegiso *612 †685             |                                |                                |                             |                             |                             |                             |                              |                              |                              |                              | Begga *~615 †698             | Begga *~615 †698             | Begga *~615 †698              | Begga *~615 †698         | Begga *~615 †698           | Begga *~615 †698           |                            |                            |                            |                            |  |  |  |  |  |  |  |  |  |  |  |  |
|  |  |  |  |  |  |  |  |                           |                           |                           |                           |                                |                                |                                |                                |                                 |                                 | Teodorico III *~651 †~691       | Teodorico III *~651 †~691       | Teodorico III *~651 †~691       | Teodorico III *~651 †~691       | Teodorico III *~651 †~691 | Teodorico III *~651 †~691 |                                        |                                        |                                        |                                        |                                        |                                        |                                |                                |                           |                           |                                 |                                 | Ansegiso *612 †685              | Ansegiso *612 †685              | Ansegiso *612 †685              | Ansegiso *612 †685              | Ansegiso *612 †685             | Ansegiso *612 †685             |                                |                                |                             |                             |                             |                             |                              |                              |                              |                              | Begga *~615 †698             | Begga *~615 †698             | Begga *~615 †698              | Begga *~615 †698         | Begga *~615 †698           | Begga *~615 †698           |                            |                            |                            |                            |  |  |  |  |  |  |  |  |  |  |  |  |
|  |  |  |  |  |  |  |  |                           |                           |                           |                           |                                |                                |                                |                                |                                 |                                 |                                 |                                 |                                 |                                 |                           |                           |                                        |                                        |                                        |                                        |                                        |                                        |                                |                                |                           |                           |                                 |                                 |                                 |                                 |                                 |                                 |                                |                                |                                |                                |                             |                             |                             |                             |                              |                              |                              |                              |                              |                              |                               |                          |                            |                            |                            |                            |                            |                            |  |  |  |  |  |  |  |  |  |  |  |  |
|  |  |  |  |  |  |  |  |                           |                           |                           |                           |                                |                                |                                |                                |                                 |                                 | Clotilde *~670                  | Clotilde *~670                  | Clotilde *~670                  | Clotilde *~670                  | Clotilde *~670            | Clotilde *~670            |                                        |                                        | Lamberto II di Hesbaye fl. 741         | Lamberto II di Hesbaye fl. 741         | Lamberto II di Hesbaye fl. 741         | Lamberto II di Hesbaye fl. 741         | Lamberto II di Hesbaye fl. 741 | Lamberto II di Hesbaye fl. 741 |                           |                           |                                 |                                 |                                 |                                 |                                 |                                 |                                |                                |                                |                                | Pipino di Herstal *635 †714 | Pipino di Herstal *635 †714 | Pipino di Herstal *635 †714 | Pipino di Herstal *635 †714 | Pipino di Herstal *635 †714  | Pipino di Herstal *635 †714  |                              |                              |                              |                              |                               |                          |                            |                            |                            |                            |                            |                            |  |  |  |  |  |  |  |  |  |  |  |  |
|  |  |  |  |  |  |  |  |                           |                           |                           |                           |                                |                                |                                |                                |                                 |                                 | Clotilde *~670                  | Clotilde *~670                  | Clotilde *~670                  | Clotilde *~670                  | Clotilde *~670            | Clotilde *~670            |                                        |                                        | Lamberto II di Hesbaye fl. 741         | Lamberto II di Hesbaye fl. 741         | Lamberto II di Hesbaye fl. 741         | Lamberto II di Hesbaye fl. 741         | Lamberto II di Hesbaye fl. 741 | Lamberto II di Hesbaye fl. 741 |                           |                           |                                 |                                 |                                 |                                 |                                 |                                 |                                |                                |                                |                                | Pipino di Herstal *635 †714 | Pipino di Herstal *635 †714 | Pipino di Herstal *635 †714 | Pipino di Herstal *635 †714 | Pipino di Herstal *635 †714  | Pipino di Herstal *635 †714  |                              |                              |                              |                              |                               |                          |                            |                            |                            |                            |                            |                            |  |  |  |  |  |  |  |  |  |  |  |  |
|  |  |  |  |  |  |  |  |                           |                           |                           |                           |                                |                                |                                |                                |                                 |                                 |                                 |                                 |                                 |                                 |                           |                           |                                        |                                        |                                        |                                        |                                        |                                        |                                |                                |                           |                           |                                 |                                 |                                 |                                 |                                 |                                 |                                |                                |                                |                                |                             |                             |                             |                             |                              |                              |                              |                              |                              |                              |                               |                          |                            |                            |                            |                            |                            |                            |  |  |  |  |  |  |  |  |  |  |  |  |
|  |  |  |  |  |  |  |  |                           |                           |                           |                           |                                |                                |                                |                                |                                 |                                 |                                 |                                 |                                 |                                 |                           |                           |                                        |                                        |                                        |                                        |                                        |                                        |                                |                                |                           |                           |                                 |                                 |                                 |                                 |                                 |                                 |                                |                                |                                |                                |                             |                             |                             |                             |                              |                              |                              |                              |                              |                              |                               |                          |                            |                            |                            |                            |                            |                            |  |  |  |  |  |  |  |  |  |  |  |  |
|  |  |  |  |  |  |  |  | Roberto I fl. 764         | Roberto I fl. 764         | Roberto I fl. 764         | Roberto I fl. 764         | Roberto I fl. 764              | Roberto I fl. 764              |                                |                                |                                 |                                 |                                 |                                 |                                 |                                 |                           |                           |                                        |                                        |                                        |                                        |                                        |                                        |                                |                                |                           |                           |                                 |                                 | Rotrude di Treviri *~690 †725   | Rotrude di Treviri *~690 †725   | Rotrude di Treviri *~690 †725   | Rotrude di Treviri *~690 †725   | Rotrude di Treviri *~690 †725  | Rotrude di Treviri *~690 †725  |                                |                                | Carlo Martello *689 †741    | Carlo Martello *689 †741    | Carlo Martello *689 †741    | Carlo Martello *689 †741    | Carlo Martello *689 †741     | Carlo Martello *689 †741     |                              |                              |                              |                              |                               |                          |                            |                            |                            |                            |                            |                            |  |  |  |  |  |  |  |  |  |  |  |  |
|  |  |  |  |  |  |  |  | Roberto I fl. 764         | Roberto I fl. 764         | Roberto I fl. 764         | Roberto I fl. 764         | Roberto I fl. 764              | Roberto I fl. 764              |                                |                                |                                 |                                 |                                 |                                 |                                 |                                 |                           |                           |                                        |                                        |                                        |                                        |                                        |                                        |                                |                                |                           |                           |                                 |                                 | Rotrude di Treviri *~690 †725   | Rotrude di Treviri *~690 †725   | Rotrude di Treviri *~690 †725   | Rotrude di Treviri *~690 †725   | Rotrude di Treviri *~690 †725  | Rotrude di Treviri *~690 †725  |                                |                                | Carlo Martello *689 †741    | Carlo Martello *689 †741    | Carlo Martello *689 †741    | Carlo Martello *689 †741    | Carlo Martello *689 †741     | Carlo Martello *689 †741     |                              |                              |                              |                              |                               |                          |                            |                            |                            |                            |                            |                            |  |  |  |  |  |  |  |  |  |  |  |  |
|  |  |  |  |  |  |  |  |                           |                           |                           |                           |                                |                                |                                |                                |                                 |                                 |                                 |                                 |                                 |                                 |                           |                           |                                        |                                        |                                        |                                        |                                        |                                        |                                |                                |                           |                           |                                 |                                 |                                 |                                 |                                 |                                 |                                |                                |                                |                                |                             |                             |                             |                             |                              |                              |                              |                              |                              |                              |                               |                          |                            |                            |                            |                            |                            |                            |  |  |  |  |  |  |  |  |  |  |  |  |
|  |  |  |  |  |  |  |  | Turimberto *? † post 770  | Turimberto *? † post 770  | Turimberto *? † post 770  | Turimberto *? † post 770  | Turimberto *? † post 770       | Turimberto *? † post 770       |                                |                                |                                 |                                 |                                 |                                 |                                 |                                 |                           |                           | Geroldo di Vintzgau *? † post 784/798  | Geroldo di Vintzgau *? † post 784/798  | Geroldo di Vintzgau *? † post 784/798  | Geroldo di Vintzgau *? † post 784/798  | Geroldo di Vintzgau *? † post 784/798  | Geroldo di Vintzgau *? † post 784/798  |                                |                                |                           |                           |                                 |                                 |                                 |                                 |                                 |                                 | Pipino il Breve *714 †768      | Pipino il Breve *714 †768      | Pipino il Breve *714 †768      | Pipino il Breve *714 †768      | Pipino il Breve *714 †768   | Pipino il Breve *714 †768   |                             |                             |                              |                              |                              |                              |                              |                              |                               |                          |                            |                            |                            |                            |                            |                            |  |  |  |  |  |  |  |  |  |  |  |  |
|  |  |  |  |  |  |  |  | Turimberto *? † post 770  | Turimberto *? † post 770  | Turimberto *? † post 770  | Turimberto *? † post 770  | Turimberto *? † post 770       | Turimberto *? † post 770       |                                |                                |                                 |                                 |                                 |                                 |                                 |                                 |                           |                           | Geroldo di Vintzgau *? † post 784/798  | Geroldo di Vintzgau *? † post 784/798  | Geroldo di Vintzgau *? † post 784/798  | Geroldo di Vintzgau *? † post 784/798  | Geroldo di Vintzgau *? † post 784/798  | Geroldo di Vintzgau *? † post 784/798  |                                |                                |                           |                           |                                 |                                 |                                 |                                 |                                 |                                 | Pipino il Breve *714 †768      | Pipino il Breve *714 †768      | Pipino il Breve *714 †768      | Pipino il Breve *714 †768      | Pipino il Breve *714 †768   | Pipino il Breve *714 †768   |                             |                             |                              |                              |                              |                              |                              |                              |                               |                          |                            |                            |                            |                            |                            |                            |  |  |  |  |  |  |  |  |  |  |  |  |
|  |  |  |  |  |  |  |  |                           |                           |                           |                           |                                |                                |                                |                                |                                 |                                 |                                 |                                 |                                 |                                 |                           |                           |                                        |                                        |                                        |                                        |                                        |                                        |                                |                                |                           |                           |                                 |                                 |                                 |                                 |                                 |                                 |                                |                                |                                |                                |                             |                             |                             |                             |                              |                              |                              |                              |                              |                              |                               |                          |                            |                            |                            |                            |                            |                            |  |  |  |  |  |  |  |  |  |  |  |  |
|  |  |  |  |  |  |  |  | Roberto II *770 †807      | Roberto II *770 †807      | Roberto II *770 †807      | Roberto II *770 †807      | Roberto II *770 †807           | Roberto II *770 †807           |                                |                                | Adriano d'Orléans *? † ante 821 | Adriano d'Orléans *? † ante 821 | Adriano d'Orléans *? † ante 821 | Adriano d'Orléans *? † ante 821 | Adriano d'Orléans *? † ante 821 | Adriano d'Orléans *? † ante 821 |                           |                           |                                        |                                        |                                        |                                        |                                        |                                        |                                |                                | Ildegarda *758 †783       | Ildegarda *758 †783       | Ildegarda *758 †783             | Ildegarda *758 †783             | Ildegarda *758 †783             | Ildegarda *758 †783             |                                 |                                 | Carlo Magno *742 †814          | Carlo Magno *742 †814          | Carlo Magno *742 †814          | Carlo Magno *742 †814          | Carlo Magno *742 †814       | Carlo Magno *742 †814       |                             |                             |                              |                              |                              |                              | Guelfo I *? †824/825         | Guelfo I *? †824/825         | Guelfo I *? †824/825          | Guelfo I *? †824/825     | Guelfo I *? †824/825       | Guelfo I *? †824/825       |                            |                            |                            |                            |  |  |  |  |  |  |  |  |  |  |  |  |
|  |  |  |  |  |  |  |  | Roberto II *770 †807      | Roberto II *770 †807      | Roberto II *770 †807      | Roberto II *770 †807      | Roberto II *770 †807           | Roberto II *770 †807           |                                |                                | Adriano d'Orléans *? † ante 821 | Adriano d'Orléans *? † ante 821 | Adriano d'Orléans *? † ante 821 | Adriano d'Orléans *? † ante 821 | Adriano d'Orléans *? † ante 821 | Adriano d'Orléans *? † ante 821 |                           |                           |                                        |                                        |                                        |                                        |                                        |                                        |                                |                                | Ildegarda *758 †783       | Ildegarda *758 †783       | Ildegarda *758 †783             | Ildegarda *758 †783             | Ildegarda *758 †783             | Ildegarda *758 †783             |                                 |                                 | Carlo Magno *742 †814          | Carlo Magno *742 †814          | Carlo Magno *742 †814          | Carlo Magno *742 †814          | Carlo Magno *742 †814       | Carlo Magno *742 †814       |                             |                             |                              |                              |                              |                              | Guelfo I *? †824/825         | Guelfo I *? †824/825         | Guelfo I *? †824/825          | Guelfo I *? †824/825     | Guelfo I *? †824/825       | Guelfo I *? †824/825       |                            |                            |                            |                            |  |  |  |  |  |  |  |  |  |  |  |  |
|  |  |  |  |  |  |  |  |                           |                           |                           |                           |                                |                                |                                |                                |                                 |                                 |                                 |                                 |                                 |                                 |                           |                           |                                        |                                        |                                        |                                        |                                        |                                        |                                |                                |                           |                           |                                 |                                 |                                 |                                 |                                 |                                 |                                |                                |                                |                                |                             |                             |                             |                             |                              |                              |                              |                              |                              |                              |                               |                          |                            |                            |                            |                            |                            |                            |  |  |  |  |  |  |  |  |  |  |  |  |
|  |  |  |  |  |  |  |  |                           |                           |                           |                           |                                |                                |                                |                                |                                 |                                 |                                 |                                 |                                 |                                 |                           |                           |                                        |                                        |                                        |                                        |                                        |                                        |                                |                                |                           |                           |                                 |                                 |                                 |                                 |                                 |                                 |                                |                                |                                |                                |                             |                             |                             |                             |                              |                              |                              |                              |                              |                              |                               |                          |                            |                            |                            |                            |                            |                            |  |  |  |  |  |  |  |  |  |  |  |  |
|  |  |  |  |  |  |  |  | Roberto III *781/790 †834 | Roberto III *781/790 †834 | Roberto III *781/790 †834 | Roberto III *781/790 †834 | Roberto III *781/790 †834      | Roberto III *781/790 †834      |                                |                                | Wiltrude *795 †834              | Wiltrude *795 †834              | Wiltrude *795 †834              | Wiltrude *795 †834              | Wiltrude *795 †834              | Wiltrude *795 †834              |                           |                           | Pipino d'Italia *777 †810              | Pipino d'Italia *777 †810              | Pipino d'Italia *777 †810              | Pipino d'Italia *777 †810              | Pipino d'Italia *777 †810              | Pipino d'Italia *777 †810              |                                |                                |                           |                           |                                 |                                 |                                 |                                 |                                 |                                 |                                |                                |                                |                                | Ludovico il Pio *778 †840   | Ludovico il Pio *778 †840   | Ludovico il Pio *778 †840   | Ludovico il Pio *778 †840   | Ludovico il Pio *778 †840    | Ludovico il Pio *778 †840    |                              |                              | Giuditta *800/805 †843       | Giuditta *800/805 †843       | Giuditta *800/805 †843        | Giuditta *800/805 †843   | Giuditta *800/805 †843     | Giuditta *800/805 †843     |                            |                            |                            |                            |  |  |  |  |  |  |  |  |  |  |  |  |
|  |  |  |  |  |  |  |  | Roberto III *781/790 †834 | Roberto III *781/790 †834 | Roberto III *781/790 †834 | Roberto III *781/790 †834 | Roberto III *781/790 †834      | Roberto III *781/790 †834      |                                |                                | Wiltrude *795 †834              | Wiltrude *795 †834              | Wiltrude *795 †834              | Wiltrude *795 †834              | Wiltrude *795 †834              | Wiltrude *795 †834              |                           |                           | Pipino d'Italia *777 †810              | Pipino d'Italia *777 †810              | Pipino d'Italia *777 †810              | Pipino d'Italia *777 †810              | Pipino d'Italia *777 †810              | Pipino d'Italia *777 †810              |                                |                                |                           |                           |                                 |                                 |                                 |                                 |                                 |                                 |                                |                                |                                |                                | Ludovico il Pio *778 †840   | Ludovico il Pio *778 †840   | Ludovico il Pio *778 †840   | Ludovico il Pio *778 †840   | Ludovico il Pio *778 †840    | Ludovico il Pio *778 †840    |                              |                              | Giuditta *800/805 †843       | Giuditta *800/805 †843       | Giuditta *800/805 †843        | Giuditta *800/805 †843   | Giuditta *800/805 †843     | Giuditta *800/805 †843     |                            |                            |                            |                            |  |  |  |  |  |  |  |  |  |  |  |  |
|  |  |  |  |  |  |  |  |                           |                           |                           |                           |                                |                                |                                |                                |                                 |                                 |                                 |                                 |                                 |                                 |                           |                           |                                        |                                        |                                        |                                        |                                        |                                        |                                |                                |                           |                           |                                 |                                 |                                 |                                 |                                 |                                 |                                |                                |                                |                                |                             |                             |                             |                             |                              |                              |                              |                              |                              |                              |                               |                          |                            |                            |                            |                            |                            |                            |  |  |  |  |  |  |  |  |  |  |  |  |
|  |  |  |  |  |  |  |  |                           |                           |                           |                           |                                |                                |                                |                                |                                 |                                 |                                 |                                 |                                 |                                 |                           |                           |                                        |                                        |                                        |                                        |                                        |                                        |                                |                                |                           |                           |                                 |                                 |                                 |                                 |                                 |                                 |                                |                                |                                |                                |                             |                             |                             |                             |                              |                              |                              |                              |                              |                              |                               |                          |                            |                            |                            |                            |                            |                            |  |  |  |  |  |  |  |  |  |  |  |  |
|  |  |  |  |  |  |  |  |                           |                           |                           |                           |                                |                                |                                |                                |                                 |                                 |                                 |                                 |                                 |                                 |                           |                           | Bernardo d'Italia *797 †818            | Bernardo d'Italia *797 †818            | Bernardo d'Italia *797 †818            | Bernardo d'Italia *797 †818            | Bernardo d'Italia *797 †818            | Bernardo d'Italia *797 †818            |                                |                                |                           |                           | Eberardo del Friuli *~820 †866  | Eberardo del Friuli *~820 †866  | Eberardo del Friuli *~820 †866  | Eberardo del Friuli *~820 †866  | Eberardo del Friuli *~820 †866  | Eberardo del Friuli *~820 †866  |                                |                                | Gisella *818/820 †876          | Gisella *818/820 †876          | Gisella *818/820 †876       | Gisella *818/820 †876       | Gisella *818/820 †876       | Gisella *818/820 †876       |                              |                              |                              |                              |                              |                              | Carlo il Calvo *823 †877      | Carlo il Calvo *823 †877 | Carlo il Calvo *823 †877   | Carlo il Calvo *823 †877   | Carlo il Calvo *823 †877   | Carlo il Calvo *823 †877   |                            |                            |  |  |  |  |  |  |  |  |  |  |  |  |
|  |  |  |  |  |  |  |  |                           |                           |                           |                           |                                |                                |                                |                                |                                 |                                 |                                 |                                 |                                 |                                 |                           |                           | Bernardo d'Italia *797 †818            | Bernardo d'Italia *797 †818            | Bernardo d'Italia *797 †818            | Bernardo d'Italia *797 †818            | Bernardo d'Italia *797 †818            | Bernardo d'Italia *797 †818            |                                |                                |                           |                           | Eberardo del Friuli *~820 †866  | Eberardo del Friuli *~820 †866  | Eberardo del Friuli *~820 †866  | Eberardo del Friuli *~820 †866  | Eberardo del Friuli *~820 †866  | Eberardo del Friuli *~820 †866  |                                |                                | Gisella *818/820 †876          | Gisella *818/820 †876          | Gisella *818/820 †876       | Gisella *818/820 †876       | Gisella *818/820 †876       | Gisella *818/820 †876       |                              |                              |                              |                              |                              |                              | Carlo il Calvo *823 †877      | Carlo il Calvo *823 †877 | Carlo il Calvo *823 †877   | Carlo il Calvo *823 †877   | Carlo il Calvo *823 †877   | Carlo il Calvo *823 †877   |                            |                            |  |  |  |  |  |  |  |  |  |  |  |  |
|  |  |  |  |  |  |  |  |                           |                           |                           |                           |                                |                                |                                |                                |                                 |                                 |                                 |                                 |                                 |                                 |                           |                           |                                        |                                        |                                        |                                        |                                        |                                        |                                |                                |                           |                           |                                 |                                 |                                 |                                 |                                 |                                 |                                |                                |                                |                                |                             |                             |                             |                             |                              |                              |                              |                              |                              |                              |                               |                          |                            |                            |                            |                            |                            |                            |  |  |  |  |  |  |  |  |  |  |  |  |
|  |  |  |  |  |  |  |  |                           |                           |                           |                           |                                |                                |                                |                                |                                 |                                 |                                 |                                 |                                 |                                 |                           |                           | Pipino I di Vermandois *~815 †post 850 | Pipino I di Vermandois *~815 †post 850 | Pipino I di Vermandois *~815 †post 850 | Pipino I di Vermandois *~815 †post 850 | Pipino I di Vermandois *~815 †post 850 | Pipino I di Vermandois *~815 †post 850 |                                |                                |                           |                           |                                 |                                 |                                 |                                 | Ingeltrude *? †?                | Ingeltrude *? †?                | Ingeltrude *? †?               | Ingeltrude *? †?               | Ingeltrude *? †?               | Ingeltrude *? †?               |                             |                             | Enrico di Franconia *? †886 | Enrico di Franconia *? †886 | Enrico di Franconia *? †886  | Enrico di Franconia *? †886  | Enrico di Franconia *? †886  | Enrico di Franconia *? †886  |                              |                              |                               |                          |                            |                            |                            |                            |                            |                            |  |  |  |  |  |  |  |  |  |  |  |  |
|  |  |  |  |  |  |  |  |                           |                           |                           |                           |                                |                                |                                |                                |                                 |                                 |                                 |                                 |                                 |                                 |                           |                           | Pipino I di Vermandois *~815 †post 850 | Pipino I di Vermandois *~815 †post 850 | Pipino I di Vermandois *~815 †post 850 | Pipino I di Vermandois *~815 †post 850 | Pipino I di Vermandois *~815 †post 850 | Pipino I di Vermandois *~815 †post 850 |                                |                                |                           |                           |                                 |                                 |                                 |                                 | Ingeltrude *? †?                | Ingeltrude *? †?                | Ingeltrude *? †?               | Ingeltrude *? †?               | Ingeltrude *? †?               | Ingeltrude *? †?               |                             |                             | Enrico di Franconia *? †886 | Enrico di Franconia *? †886 | Enrico di Franconia *? †886  | Enrico di Franconia *? †886  | Enrico di Franconia *? †886  | Enrico di Franconia *? †886  |                              |                              |                               |                          |                            |                            |                            |                            |                            |                            |  |  |  |  |  |  |  |  |  |  |  |  |
|  |  |  |  |  |  |  |  |                           |                           |                           |                           |                                |                                |                                |                                |                                 |                                 |                                 |                                 |                                 |                                 |                           |                           |                                        |                                        |                                        |                                        |                                        |                                        |                                |                                |                           |                           |                                 |                                 |                                 |                                 |                                 |                                 |                                |                                |                                |                                |                             |                             |                             |                             |                              |                              |                              |                              |                              |                              | Luigi II di Francia *846 †879 |                          |                            |                            |                            |                            |                            |                            |  |  |  |  |  |  |  |  |  |  |  |  |
|  |  |  |  |  |  |  |  |                           |                           |                           |                           | Roberto il Forte *820 †866     | Roberto il Forte *820 †866     | Roberto il Forte *820 †866     | Roberto il Forte *820 †866     | Roberto il Forte *820 †866      | Roberto il Forte *820 †866      |                                 |                                 |                                 |                                 |                           |                           | Erberto I *? †907                      | Erberto I *? †907                      | Erberto I *? †907                      | Erberto I *? †907                      | Erberto I *? †907                      | Erberto I *? †907                      |                                |                                |                           |                           | Ottone I di Sassonia *~851 †912 | Ottone I di Sassonia *~851 †912 | Ottone I di Sassonia *~851 †912 | Ottone I di Sassonia *~851 †912 | Ottone I di Sassonia *~851 †912 | Ottone I di Sassonia *~851 †912 |                                |                                | Edvige *856 †903               | Edvige *856 †903               | Edvige *856 †903            | Edvige *856 †903            | Edvige *856 †903            | Edvige *856 †903            |                              |                              |                              |                              |                              |                              |                               |                          |                            |                            |                            |                            |                            |                            |  |  |  |  |  |  |  |  |  |  |  |  |
|  |  |  |  |  |  |  |  |                           |                           |                           |                           | Roberto il Forte *820 †866     | Roberto il Forte *820 †866     | Roberto il Forte *820 †866     | Roberto il Forte *820 †866     | Roberto il Forte *820 †866      | Roberto il Forte *820 †866      |                                 |                                 |                                 |                                 |                           |                           | Erberto I *? †907                      | Erberto I *? †907                      | Erberto I *? †907                      | Erberto I *? †907                      | Erberto I *? †907                      | Erberto I *? †907                      |                                |                                |                           |                           | Ottone I di Sassonia *~851 †912 | Ottone I di Sassonia *~851 †912 | Ottone I di Sassonia *~851 †912 | Ottone I di Sassonia *~851 †912 | Ottone I di Sassonia *~851 †912 | Ottone I di Sassonia *~851 †912 |                                |                                | Edvige *856 †903               | Edvige *856 †903               | Edvige *856 †903            | Edvige *856 †903            | Edvige *856 †903            | Edvige *856 †903            |                              |                              |                              |                              |                              |                              |                               |                          |                            |                            |                            |                            |                            |                            |  |  |  |  |  |  |  |  |  |  |  |  |
|  |  |  |  |  |  |  |  |                           |                           |                           |                           |                                |                                |                                |                                |                                 |                                 |                                 |                                 |                                 |                                 |                           |                           |                                        |                                        |                                        |                                        |                                        |                                        |                                |                                |                           |                           |                                 |                                 |                                 |                                 |                                 |                                 |                                |                                |                                |                                |                             |                             |                             |                             |                              |                              |                              |                              |                              |                              |                               |                          |                            |                            |                            |                            |                            |                            |  |  |  |  |  |  |  |  |  |  |  |  |
|  |  |  |  |  |  |  |  |                           |                           |                           |                           | Roberto I di Francia *866 †923 | Roberto I di Francia *866 †923 | Roberto I di Francia *866 †923 | Roberto I di Francia *866 †923 | Roberto I di Francia *866 †923  | Roberto I di Francia *866 †923  |                                 |                                 |                                 |                                 |                           |                           | Beatrice *~880 † post 931              | Beatrice *~880 † post 931              | Beatrice *~880 † post 931              | Beatrice *~880 † post 931              | Beatrice *~880 † post 931              | Beatrice *~880 † post 931              |                                |                                |                           |                           |                                 |                                 |                                 |                                 | Enrico I *876 †936              | Enrico I *876 †936              | Enrico I *876 †936             | Enrico I *876 †936             | Enrico I *876 †936             | Enrico I *876 †936             |                             |                             |                             |                             |                              |                              |                              |                              |                              |                              | Carlo III *879 †929           | Carlo III *879 †929      | Carlo III *879 †929        | Carlo III *879 †929        | Carlo III *879 †929        | Carlo III *879 †929        |                            |                            |  |  |  |  |  |  |  |  |  |  |  |  |
|  |  |  |  |  |  |  |  |                           |                           |                           |                           | Roberto I di Francia *866 †923 | Roberto I di Francia *866 †923 | Roberto I di Francia *866 †923 | Roberto I di Francia *866 †923 | Roberto I di Francia *866 †923  | Roberto I di Francia *866 †923  |                                 |                                 |                                 |                                 |                           |                           | Beatrice *~880 † post 931              | Beatrice *~880 † post 931              | Beatrice *~880 † post 931              | Beatrice *~880 † post 931              | Beatrice *~880 † post 931              | Beatrice *~880 † post 931              |                                |                                |                           |                           |                                 |                                 |                                 |                                 | Enrico I *876 †936              | Enrico I *876 †936              | Enrico I *876 †936             | Enrico I *876 †936             | Enrico I *876 †936             | Enrico I *876 †936             |                             |                             |                             |                             |                              |                              |                              |                              |                              |                              | Carlo III *879 †929           | Carlo III *879 †929      | Carlo III *879 †929        | Carlo III *879 †929        | Carlo III *879 †929        | Carlo III *879 †929        |                            |                            |  |  |  |  |  |  |  |  |  |  |  |  |
|  |  |  |  |  |  |  |  |                           |                           |                           |                           |                                |                                |                                |                                |                                 |                                 |                                 |                                 |                                 |                                 |                           |                           |                                        |                                        |                                        |                                        |                                        |                                        |                                |                                |                           |                           |                                 |                                 |                                 |                                 |                                 |                                 |                                |                                |                                |                                |                             |                             |                             |                             |                              |                              |                              |                              |                              |                              |                               |                          |                            |                            |                            |                            |                            |                            |  |  |  |  |  |  |  |  |  |  |  |  |
|  |  |  |  |  |  |  |  |                           |                           |                           |                           |                                |                                |                                |                                |                                 |                                 |                                 |                                 |                                 |                                 |                           |                           |                                        |                                        |                                        |                                        |                                        |                                        |                                |                                |                           |                           |                                 |                                 |                                 |                                 |                                 |                                 |                                |                                |                                |                                |                             |                             |                             |                             |                              |                              |                              |                              |                              |                              |                               |                          |                            |                            |                            |                            |                            |                            |  |  |  |  |  |  |  |  |  |  |  |  |
|  |  |  |  |  |  |  |  |                           |                           |                           |                           |                                |                                |                                |                                |                                 |                                 | Ugo il Grande *~898 †956        | Ugo il Grande *~898 †956        | Ugo il Grande *~898 †956        | Ugo il Grande *~898 †956        | Ugo il Grande *~898 †956  | Ugo il Grande *~898 †956  |                                        |                                        |                                        |                                        |                                        |                                        | Edvige *922 †~965              | Edvige *922 †~965              | Edvige *922 †~965         | Edvige *922 †~965         | Edvige *922 †~965               | Edvige *922 †~965               |                                 |                                 | Ottone I di Sassonia *912 †973  | Ottone I di Sassonia *912 †973  | Ottone I di Sassonia *912 †973 | Ottone I di Sassonia *912 †973 | Ottone I di Sassonia *912 †973 | Ottone I di Sassonia *912 †973 |                             |                             | Gerberga *913/14 †969       | Gerberga *913/14 †969       | Gerberga *913/14 †969        | Gerberga *913/14 †969        | Gerberga *913/14 †969        | Gerberga *913/14 †969        |                              |                              | Luigi IV *920 †954            | Luigi IV *920 †954       | Luigi IV *920 †954         | Luigi IV *920 †954         | Luigi IV *920 †954         | Luigi IV *920 †954         |                            |                            |  |  |  |  |  |  |  |  |  |  |  |  |
|  |  |  |  |  |  |  |  |                           |                           |                           |                           |                                |                                |                                |                                |                                 |                                 | Ugo il Grande *~898 †956        | Ugo il Grande *~898 †956        | Ugo il Grande *~898 †956        | Ugo il Grande *~898 †956        | Ugo il Grande *~898 †956  | Ugo il Grande *~898 †956  |                                        |                                        |                                        |                                        |                                        |                                        | Edvige *922 †~965              | Edvige *922 †~965              | Edvige *922 †~965         | Edvige *922 †~965         | Edvige *922 †~965               | Edvige *922 †~965               |                                 |                                 | Ottone I di Sassonia *912 †973  | Ottone I di Sassonia *912 †973  | Ottone I di Sassonia *912 †973 | Ottone I di Sassonia *912 †973 | Ottone I di Sassonia *912 †973 | Ottone I di Sassonia *912 †973 |                             |                             | Gerberga *913/14 †969       | Gerberga *913/14 †969       | Gerberga *913/14 †969        | Gerberga *913/14 †969        | Gerberga *913/14 †969        | Gerberga *913/14 †969        |                              |                              | Luigi IV *920 †954            | Luigi IV *920 †954       | Luigi IV *920 †954         | Luigi IV *920 †954         | Luigi IV *920 †954         | Luigi IV *920 †954         |                            |                            |  |  |  |  |  |  |  |  |  |  |  |  |
|  |  |  |  |  |  |  |  |                           |                           |                           |                           |                                |                                |                                |                                |                                 |                                 |                                 |                                 |                                 |                                 |                           |                           |                                        |                                        |                                        |                                        |                                        |                                        |                                |                                |                           |                           |                                 |                                 |                                 |                                 |                                 |                                 |                                |                                |                                |                                |                             |                             |                             |                             |                              |                              |                              |                              |                              |                              |                               |                          |                            |                            |                            |                            |                            |                            |  |  |  |  |  |  |  |  |  |  |  |  |
|  |  |  |  |  |  |  |  |                           |                           |                           |                           |                                |                                |                                |                                |                                 |                                 |                                 |                                 |                                 |                                 |                           |                           | Ugo Capeto *~940 †996                  | Ugo Capeto *~940 †996                  | Ugo Capeto *~940 †996                  | Ugo Capeto *~940 †996                  | Ugo Capeto *~940 †996                  | Ugo Capeto *~940 †996                  |                                |                                |                           |                           |                                 |                                 |                                 |                                 | Ottone II *~955 †983            | Ottone II *~955 †983            | Ottone II *~955 †983           | Ottone II *~955 †983           | Ottone II *~955 †983           | Ottone II *~955 †983           |                             |                             |                             |                             |                              |                              | Lotario IV *941 †986         | Lotario IV *941 †986         | Lotario IV *941 †986         | Lotario IV *941 †986         | Lotario IV *941 †986          | Lotario IV *941 †986     |                            |                            |                            |                            |                            |                            |  |  |  |  |  |  |  |  |  |  |  |  |
|  |  |  |  |  |  |  |  |                           |                           |                           |                           |                                |                                |                                |                                |                                 |                                 |                                 |                                 |                                 |                                 |                           |                           | Ugo Capeto *~940 †996                  | Ugo Capeto *~940 †996                  | Ugo Capeto *~940 †996                  | Ugo Capeto *~940 †996                  | Ugo Capeto *~940 †996                  | Ugo Capeto *~940 †996                  |                                |                                |                           |                           |                                 |                                 |                                 |                                 | Ottone II *~955 †983            | Ottone II *~955 †983            | Ottone II *~955 †983           | Ottone II *~955 †983           | Ottone II *~955 †983           | Ottone II *~955 †983           |                             |                             |                             |                             |                              |                              | Lotario IV *941 †986         | Lotario IV *941 †986         | Lotario IV *941 †986         | Lotario IV *941 †986         | Lotario IV *941 †986          | Lotario IV *941 †986     |                            |                            |                            |                            |                            |                            |  |  |  |  |  |  |  |  |  |  |  |  |
|  |  |  |  |  |  |  |  |                           |                           |                           |                           |                                |                                |                                |                                |                                 |                                 |                                 |                                 |                                 |                                 |                           |                           |                                        |                                        |                                        |                                        |                                        |                                        |                                |                                |                           |                           |                                 |                                 |                                 |                                 | Ottone III *980 †1002           | Ottone III *980 †1002           | Ottone III *980 †1002          | Ottone III *980 †1002          | Ottone III *980 †1002          | Ottone III *980 †1002          |                             |                             |                             |                             |                              |                              | Luigi V *~967 †987           | Luigi V *~967 †987           | Luigi V *~967 †987           | Luigi V *~967 †987           | Luigi V *~967 †987            | Luigi V *~967 †987       |                            |                            |                            |                            |                            |                            |  |  |  |  |  |  |  |  |  |  |  |  |
|  |  |  |  |  |  |  |  |                           |                           |                           |                           |                                |                                |                                |                                |                                 |                                 |                                 |                                 |                                 |                                 |                           |                           |                                        |                                        |                                        |                                        |                                        |                                        |                                |                                |                           |                           |                                 |                                 |                                 |                                 | Ottone III *980 †1002           | Ottone III *980 †1002           | Ottone III *980 †1002          | Ottone III *980 †1002          | Ottone III *980 †1002          | Ottone III *980 †1002          |                             |                             |                             |                             |                              |                              | Luigi V *~967 †987           | Luigi V *~967 †987           | Luigi V *~967 †987           | Luigi V *~967 †987           | Luigi V *~967 †987            | Luigi V *~967 †987       |                            |                            |                            |                            |                            |                            |  |  |  |  |  |  |  |  |  |  |  |  |
|  |  |  |  |  |  |  |  |                           |                           |                           |                           |                                |                                |                                |                                |                                 |                                 |                                 |                                 |                                 |                                 |                           |                           |                                        |                                        |                                        |                                        |                                        |                                        |                                |                                |                           |                           |                                 |                                 |                                 |                                 | Enrico II il Santo *~975 †1024  | Enrico II il Santo *~975 †1024  | Enrico II il Santo *~975 †1024 | Enrico II il Santo *~975 †1024 | Enrico II il Santo *~975 †1024 | Enrico II il Santo *~975 †1024 |                             |                             |                             |                             |                              |                              | Ugo Capeto                   | Ugo Capeto                   | Ugo Capeto                   | Ugo Capeto                   | Ugo Capeto                    | Ugo Capeto               |                            |                            |                            |                            |                            |                            |  |  |  |  |  |  |  |  |  |  |  |  |
|  |  |  |  |  |  |  |  |                           |                           |                           |                           |                                |                                |                                |                                |                                 |                                 |                                 |                                 |                                 |                                 |                           |                           |                                        |                                        |                                        |                                        |                                        |                                        |                                |                                |                           |                           |                                 |                                 |                                 |                                 | Enrico II il Santo *~975 †1024  | Enrico II il Santo *~975 †1024  | Enrico II il Santo *~975 †1024 | Enrico II il Santo *~975 †1024 | Enrico II il Santo *~975 †1024 | Enrico II il Santo *~975 †1024 |                             |                             |                             |                             |                              |                              | Ugo Capeto                   | Ugo Capeto                   | Ugo Capeto                   | Ugo Capeto                   | Ugo Capeto                    | Ugo Capeto               |                            |                            |                            |                            |                            |                            |  |  |  |  |  |  |  |  |  |  |  |  |
|  |  |  |  |  |  |  |  |                           |                           |                           |                           |                                |                                |                                |                                |                                 |                                 |                                 |                                 |                                 |                                 |                           |                           |                                        |                                        |                                        |                                        |                                        |                                        |                                |                                |                           |                           |                                 |                                 |                                 |                                 | Dinastia salica                 |                                 |                                |                                |                                |                                |                             |                             |                             |                             |                              |                              |                              |                              |                              |                              |                               |                          |                            |                            |                            |                            |                            |                            |  |  |  |  |  |  |  |  |  |  |  |  |